# Alojzije Stepinac
Alojzije Stepinac (Brezarić pokraj Krašića, 8. svibnja 1898. – Krašić, 10. veljače 1960.) bio je zagrebački nadbiskup i kardinal. Papa Ivan Pavao II. ga je proglasio blaženim 3. listopada 1998. u Mariji Bistrici. Katolička Crkva u Hrvatskoj smatra ga jednim od svojih velikana.
Djetinjstvo je proveo u rodnom mjestu. Za vrijeme Prvoga svjetskog rata sudjelovao je kao časnik austro-ugarske vojske u borbama na talijanskom bojištu gdje je bio ranjen i proveo u zarobljeništvu pet mjeseci. Nakon sklapanja mira, dragovoljac pristupa u Dobrovoljački korpus Srba, Hrvata i Slovenaca ("Jugoslavenska legija"), te preko donedavnog područja solunskog bojišta dolazi na teritorij budućeg Kraljevstva Srba, Hrvata i Slovenaca. Kući se vraća s činom potporučnika.
Nakon studija u Rimu, zaređen je za svećenika 1930. godine. Na njegov prijedlog osnovan je Caritas Zagrebačke nadbiskupije, kojem je bio na čelu. Imenovan je nadbiskupom koadjutorom 1934. godine, a iste godine zaređen je za biskupa. Zagrebački nadbiskup postaje 1937. godine. Kao žarki i neumorni propovjednik Božje riječi pohađao je svoju prostranu nadbiskupiju promičući Katoličku akciju, Caritas i pobožnost prema Djevici Mariji. Utemeljio je brojne nove župe i organizirao proslavu 1300. obljetnice pokrštenja hrvatskog naroda. Papa Pio XII. imenovao ga je kardinalom 1952. godine.
Kao jasno deklarirani antikomunist i istaknuti katolički prelat koji je podržao osnivanje Nezavisne Države Hrvatske, bio je promatran kao očiti protivnik komunističkog režima u obnovljenoj Jugoslaviji pod komunističkom vlašću. Nakon što je odbio odvajanje Katoličke Crkve u Hrvatskoj od Vatikana, komunistički režim ga je 11. listopada 1946. godine u neregularnom sudskom postupku osudio na 16 godina zatvora i prisilnog rada prema optužnici za suradnju s okupatorom, sudjelovanja u nasilnim „prekrštavanjima“ građana pravoslavne vjeroispovijesti, obnašanja dužnosti vojnoga vikara NDH, sudjelovanja u rušenju novouspostavljenog komunističkog poretka te odgovornosti za rad čitavoga katoličkoga klera u Hrvatskoj i Jugoslaviji za vrijeme rata. Alojzije Stepinac je nakon presude 5 godina proveo u zatvoru u Lepoglavi, a od kraja 1951. pa sve do svoje smrti godine nalazi se u kućnom pritvoru u Krašiću. Hrvatsko pravosuđe 2016. godine presudu u cijelosti poništava.
Stepinac je umro je 10. veljače 1960. godine na glasu svetosti primivši svete sakramente. Vijest o njegovoj smrti objavljena je na naslovnicama dnevnih novina širom svijeta, a misa zadušnica služila se u Rimu, Montrealu, New Yorku, Chicagu, Rio de Janeiru i drugim svjetskim gradovima. Pokopan je u kripti zagrebačke katedrale uz prisutnost mnoštva vjernika. Papa Ivan Pavao II. proglasio ga je blaženim 3. listopada 1998. godine u Mariji Bistrici.
Djelovanje nadbiskupa Stepinca tijekom Drugog svjetskog rata i danas je predmet rasprava u historiografiji i publicistici. Pobornici Stepinca navode da je tijekom Drugog svjetskog rata pomagao progonjene i patnike, zbrinuo više stotina prognanih slovenskih svećenika te veliki broj bolesne i gladne djece. Također navode kako je prosvjedovao protiv progona Židova i Srba i provedbe rasnih zakona, te spasio brojne Židove i Srbe. Ističu kako je u govoru ispred zagrebačke katedrale 31. listopada 1943. godine osudio rasnu, nacionalnu, vjersku i bilo koju drugu vrstu diskriminacije, zatvaranje i ubijanje nevinih, otimanje i palež imovine i mirnih sela. Kritičari pak navode da je Stepinac odmah postao odlučni pristaša osovinski-stvorene NDH,:554 te da se isprva nije protivio rasnim zakonima, niti slanju Židova u NDH sabirne logore, već je samo tražio da se to vrši na »humanije« načine. Također navode da se Stepinac složio s planovima za protjerivanje Srba iz NDH i da se nije dovoljno protivio nasilnim vjerskim prijelazima srpskih pravoslavaca na katoličanstvo.:539 Pored toga pišu da je prekasno javno progovorio protiv ustaških zločina, nakon što su obavili veći dio genocida, te da nikada nije javno prosvjedovao o zločinima protiv Srba i SPC, najbrojnijim žrtvama ustaša.

## Životopis

### Djetinjstvo, školovanje iVeliki rat
Alojzije Viktor Stepinac rodio se u Brezariću kraj Krašića, kao peto od osmero djece u imućnoj seljačkoj obitelji Josipa Stepinca i njegove druge supruge Barbare (rođene Penić). Josip je već imao četvero preživjele djece iz svoga prvog braka. Bio je napredan poljoprivrednik, koji je zaradu ulagao u obrađivanje zemlje. Rod Stepinaca bio je brojan, a do 1878. godine živjeli su kao zadruga.
Alojzije je završio četiri razreda u mjesnoj osnovnoj školi, nakon čega je 1909. godine, kao učenik koji plaća školovanje, krenuo u zagrebačku Klasičnu gimnaziju. Maturirao je 1916. godine, a nekoliko dana nakon mature je, uoči 18. rođendana, unovačen, te je 29. lipnja stupio u 96. Karlovačku pukovniju i otišao na šestomjesečnu obuku u Rijeku.
U vojsci nije podnosio da se pred njim psuje - to ga je zaokupljalo cijelog života, a nedjeljom poslije mise, kad su drugi kadeti odlazili u javne kuće ili tražili slične zabave, on se penjao uz 561 stubu do svetišta Majke Božje na Trsatu kako bi slušao drugu misu[nedostaje izvor]. Od 20. veljače 1917. u činu poručnika sudjeluje u borbama na talijanskom bojištu. U srpnju 1918. ranjen je u nogu i zarobljen te idućih pet mjeseci provodi kao zarobljenik u nekoliko talijanskih logora (u Mestrama kod Venecije, zatim u Ferrari i na kraju u Noceri u Umbriji). U Zagrebu je bilo osnovano Narodno vijeće, Austro-Ugarska je 3. studenog potpisala predaju, car Karlo IV. razriješio je vojsku zakletve vjernosti, 1. prosinca stvorena je Kraljevina Srba, Hrvata i Slovenaca, a bila je ustrojena i tzv. Jugoslavenska legija, koja je poslana na Solunsku bojišnicu.
Stepinac se javio kao dragovoljac u Jugoslavensku legiju, te je uz posredovanje Jugoslavenskog odbora 6. prosinca 1918. otpušten iz zarobljeničkog logora i poslan u Solun, gdje je proveo Božić u karanteni. Solunsko bojište bilo je probijeno ranije u rujnu iste godine, Bugarska i Turska su potom u rujnu, odnosno listopadu 1918. potpisale predaju, i borbe su u vrijeme Stepinčevog dolaska u Solun već bile okončane. Jugoslavenska legija je trebala pripomoći konsolidiranju stanja na širokom balkanskom području. Stepinac je nakon premještanja iz Soluna te kraće službe u Vranju, Gnjilanama i Prištini razvojačen, te se u proljeće 1919. godine vratio kući.

### Civilni život nakon rata i svećenićki poziv
Po povratku kući otac ga je nagovarao da ode na studij. Stoga je ujesen 1919. otputovao u Zagreb, obišao više fakulteta i napokon se odlučio za agronomiju, koja bi mu omogućila da pomaže ocu na već znatnom obiteljskom imanju. U Zagrebu je postao aktivan član Hrvatskog katoličkog akademskog društva Domagoj.Na kraju prvog semestra odlučio je napustiti studij ne pristupivši ispitima, i vratio se pomagati ocu koji ga je postavio za upravitelja Kamenareva, jednog od najvećih obiteljskih posjeda. Doselivši se u Kamenarevo pristupio je mjesnom ogranku katoličke mladeži.[nedostaje izvor]
U to vrijeme otac ga je počeo poticati na ženidbu, te je i znatan posjed u Kamenarevu prenio na Alojzija, kako bi imao dom za buduću nevjestu. Alojzije se odlučio udvarati Mariji Horvat, kćerki svog nekadašnjeg osnovnoškolskog učitelja. Udvaranje se obavilo poštom i oni su razmijenili više pisama. S vremenom je Stepinac pisao sve rjeđe i sa sve manje interesa. Marija mu je vratila prsten, a Stepinac je nije ni pokušavao navesti da se predomisli. Vratio joj je njezina pisma i zamolio je da uništi njegova, poželjevši joj svako dobro u budućem životu. Marija je ipak sačuvala pisma i ona su nakon Stepinčeve smrti objavljena.
Uz zauzimanje vlč. Josipa Lončarića, Alojzije Stepinac se naposljetku odlučio za svećenički poziv, te se u listopadu 1924. uputio u Rim, da se na isusovačkom Papinskom Gregorijanskom sveučilištu školuje za svećenika. U Rimu je Stepinac sedam godina studirao teologiju. Zaređen je u jesen 1930. godine u crkvi svetog Petra Kanizija, a mladu je misu služio u Bazilici Svete Marije Velike na blagdan Svih svetih. U srpnju iduće godine položio je posljednje ispite, stekao naslov doktora teologije i vratio se u zavičaj.
Nakon povratka u Hrvatsku Stepinac 19. srpnja 1931. slavi mladu misu u svojoj rodnoj župi. Želio je prionuti župničkoj službi, te je podnio molbu da mu se dodijeli župa. Međutim je zagrebački nadbiskup Antun Bauer odlučio dovesti ga u Zagreb u svoju kuriju. Imenovao ga je obredničarem, dao mu sobu u dvoru i plaću od 500 dinara mjesečno. Stepinac je nadbiskupa poticao da u Zagrebu osnuje Caritas. Okružnicom od 25. studenog 1931. osnovana je ustanova Caritas na području Zagrebačke nadbiskupije s ograncima u svakoj župi, koja se treba baviti dobrotvornim radom. Na čelo Caritasa postavljen je Stepinac koji se zdušno prihvatio posla. Jedna od njegovih prvih akcija bilo je otvaranje pučkih kuhinja i poticanje ljudi na davanje dobrovoljnih priloga.
Kraće vrijeme djeluje i kao privremeni upravitelj župa u Samoboru i Svetom Ivanu Zelini. Zbog bolesti tadašnjeg župnika, za Božić 1931. godine kratko je djelovao u župi Dapci kraj Čazme.

### Najmlađi biskup
Nadbiskup Bauer navršio je 1932. godine osamdeset godina, te je nastupilo vrijeme da mu se nađe nasljednika. Bio je to zahtjevan i složen postupak, jer za nadbiskupsko je imenovanje, pored papine, bila potrebna i vladareva privola. Nakon podosta kandidata koji nisu uspjeli zadovoljiti, bilo kralja, bilo druge zahtjeve, u razgovoru nadbiskupa Bauera sa senjskim biskupom Ivanom Starčevićem iskrsnulo je Stepinčevo ime. Premda nije dosegnuo kanonsku dob da postane biskupom, imao je doktorat Gregorijanskog sveučilišta i zbog toga je na njega Sveta stolica blagonaklono gledala. S druge strane bio je i solunski dobrovoljac, što je bila prednost kod kralja Aleksandra.
Kada je Stepinac saznao da će postati Bauerov nasljednik, prvo je gledao bez riječi u nadbiskupa Bauera, a onda je prasnuo u smijeh. No, kada je nadbiskup Bauer ponovio svoju tvrdnju, Stepinac je pao na koljena govoreći kako je mlad i sasvim neprikladan. Papinski nuncij, monsinjor Pellegrinetti tješio ga je: »Budite mirni! Pogreška da ste mlad postaje svakim danom sve manja.«
Dana 28. svibnja 1934. papa Pio XI. imenovao ga naslovnim nadbiskupom Nikopsisa i zagrebačkim nadbiskupom-koadjutorom s pravom nasljedstva. Bio je tada najmlađi biskup na svijetu s 36 godina života i nepune četiri godine svećeništva. Na Ivanje, 24. lipnja 1934. zaređen je za biskupa u zagrebačkoj katedrali.
Stepinac je za svoje biskupsko geslo uzeo psalamski redak In Te, Domine, speravi (U tebe se, Gospodine, uzdam). Nakon biskupskog posvećenja i odlaska u Beograd da položi prisegu kralju, u svom dnevniku je napisao: »Posjetio sam sve beogradske katoličke župe. Da je veća sloboda i dovoljno radnika, Srbija bi za 20 godina bila katolička.« Ta će rečenica dvadesetak godina kasnije biti upotrijebljena kao argument o njegovoj uključenosti u ratne zločine protiv Srba.
Nakon što je preuzeo upravljanje nadbiskupijom, Stepinac je značajno smanjio broj večera i primanja u nadbiskupskom dvoru, a zbog strogosti i naglašenog interesa za socijalna pitanja među nekim svećenicima nazivan je »boljševičkim« nadbiskupom. Godine 1934. na Kongresu franjevačkih profesora iz svih slavenskih zemalja primljen je u franjevce trećoredce, na zamolbenu želju o. Dionizija, upravitelja zagrebačkih trećoredaca.

### Zagrebački nadbiskup
Nakon smrti nadbiskupa Bauera 7. prosinca 1937. Stepinac postaje rezidencijalni nadbiskup zagrebački i predsjednik tadašnje Biskupske konferencije Jugoslavije. Ponio je puni naslov položaja na kojem je de facto već bio. 1938. godinu proglašava godinom obitelji. Poziva hrvatske katolike na odustajanje od prosvjeda protiv jugoslavenskog odbacivanja konkordata sa Svetom Stolicom.
Kao nadbiskup, javno je zauzimao stavove o mnogim društvenim i političkim pitanjima, te je tako nešto prije objave enciklike Mit brennender Sorge Pija XI. istupio protiv rasističkih politika nacizma. U propovijedi sveučilišnoj mladeži od 27. ožujka 1938. istaknuo je vrijednost rodoljublja te osudio nauk rasističke ideologije.
U prosincu 1938. na izborima za Narodnu skupštinu nadbiskup Stepinac glasuje za Udruženu opoziciju koju predvodi Vladko Maček. Također osniva i Akciju za pripomoć izbjeglicama Židovima i stavlja je pod svoju zaštitu. Upućuje i poziv imućnijim vjernicima za prikupljanje pomoći za izbjeglice.
U kolovozu 1939. nadbiskup Stepinac pozdravlja sporazum Cvetković-Maček i uspostavu Banovine Hrvatske.[nedostaje izvor] U studenome predvodi Hrvatsko narodno hodočašće u Rim i predstavlja ga novoizabranome papi Piju XII. Iste godine Stepinac je proglašen vojnim vikarom za sve vojnike katolike na području bivše Kraljevine Jugoslavije.
U veljači 1940. u pozdravnom govoru knezu Pavlu Karađorđeviću ispred crkve sv. Marka u Zagrebu ističe opravdanost borbe malih naroda za svoja prava.[nedostaje izvor]
Svećenik Juraj Lahner proučavao je stare spise Hrvatskog sabora i otkrio neizvršeni zavjet Hrvatskoga sabora još 1739. godine. U to vrijeme harala je kuga, pa je na Hrvatskom saboru u Varaždinu, u prosincu 1739. godine bilo odlučeno da se, ako Svevišnji zaustavi kugu u Moslavini i Slavoniji, u Ludbregu izgradi zavjetna kapela. Ludbreg je izabran zbog euharistijskog čuda koje se tamo dogodilo 1411. i mjesto je čuvanja relikvije Krvi Kristove. Nadbiskup Stepinac odlučio je preuzeti pokroviteljstvo izvršenja tog dva stoljeća starog zavjeta, te je u lipnju 1940. godine objavio poziv hrvatskom narodu da tijekom proslave 1300. godišnjice kršćanstva u Hrvata izvrši zavjet Hrvatskog sabora i izgradi zavjetnu jeruzalemsku kapelicu Isusova Groba Isusova. Zbog teških prilika narednih desetljeća, zavjet je izvršen tek 1996. godine.
Na Stepinčevu molbu papa Pio XII. ispravom Cum ex venerabilis proglašava Svetu godinu hrvatskog naroda u trajanju od 29. lipnja 1940. do 29. lipnja 1941.

### Napad Sila osovine i uspostava NDH
Dana 25. ožujka 1941. Cvetkovićeva vlada potpisuje Protokol o pristupanju Kraljevine Jugoslavije Trojnom savezu. Dva dana kasnije časnici jugoslavenske vojske, uz potporu britanske obavještajne službe, izvode državni udar. Vladarom postaje maloljetni Petar II. Karađorđević, a predsjednikom vlade i vrhovnim vojnim zapovjednikom Dušan Simović. Treći Reich, unatoč tome što ni nakon državnog udara nije istupila iz Trojnog saveza, 6. travnja vojno napada Kraljevinu Jugoslaviju. Nadbiskup Stepinac 9. travnja 1941. u svoj dnevnik upisuje:
Rat se nastavlja na svim područjima, ali otpor jugoslavenske vojske je vrlo slab. Hrvatski vojnici neće da se bore. Na to su ih naučili Srbi kroz dva prošla decenija svojim postupkom prema Hrvatima, a koji je svakome jasan. Hrvati se predaju Nijemcima ili čak stupaju na njihovu stranu te se bore protiv Srba. Vodstvo pak vojske izgubilo je glavu. (...) Osovinske čete sve više napreduju u unutrašnjost i svaki čas se očekuju u Zagrebu. Čak je pomalo počelo sa rasulom države, a sva krivnja leži jedino i isključivo na Srbima radi njihovog barbarskog postupka prema Hrvatima.
Nakon invazije na Kraljevinu Jugoslaviju u travnju 1941. god. nacistička Njemačka i fašistička Italija odlučuju razbiti tu državu i stvoriti marionetsku državu NDH.:56 Nakon što Vladko Maček - kao hrvatski politički vođa koji je u to vrijeme uživao nesumnjivu većinsku potporu hrvatskog naroda - odbija čelnu funkciju, na vlast postavljaju ustaše, nacionalističku, fašističku:32 i terorističku:33, 35 organizaciju, koja je po uzoru na Naciste već prije rata usvojila i antisemitsku, rasističku ideologiju.  Dana 10. travnja Slavko Kvaternik objavljuje Proglas o uspostavi Nezavisne Države Hrvatske, a Vladko Maček u svojoj Izjavi poziva hrvatski narod na pokornost i suradnju s novom vlašću. Nadbiskup Stepinac toga dana u dnevnik upisuje:
Današnji dan je prekretnica u životu hrvatskog naroda. Jugoslavija se raspala, a Hrvatska postaje nezavisnom državom. Zapovjedništvo vojske napustilo je grad, a isto tako i ban Šubašić (...) Ustaše se sve više pripremaju i pomalo preuzimaju vlast.
Dva dana nakon uspostave Nezavisne Države Hrvatske, 12. travnja nadbiskup Stepinac posjetio je Slavka Kvaternika, predsjednika privremene vlade, kako bi mu čestitao uspostavu nove države. Kralj Petar II. Karađorđević 13. travnja avionom je odletio u egzil u Grčku, gdje mu se dva dana kasnije pridružila jugoslavenska vlada. Dana 16. travnja nadbiskup Stepinac susreo se i s ustaškim poglavnikom Antom Pavelićem. Oba Stepinčeva posjeta zbila su se nakon što je njemačka vojska bez borbi ušla u Zagreb, ali prije potpisivanja kapitulacije Kraljevine Jugoslavije (17. travnja 1941.), pa je Stepinac, nominalno, prekršio svoju prisegu vjernosti jugoslavenskom vladaru. 
Petar Milutin Kvaternik, brat vojskovođe Slavka Kvaternika, pokušao je 10. travnja 1941. u Crikvenici preuzeti vlast u ime NDH, ali je pritom poginuo. Tijelo mu je preneseno u Zagreb, gdje je Stepinac osobno predvodio pogrebne obrede, što je počast koju jedan nadbiskup rijetko pruža.
Uskrsna propovijed nadbiskupa Stepinca u zagrebačkoj katedrali 13. travnja 1941. bila je posvećena miru. Mjesto u katedrali predviđeno za predstavnika vlade zauzimao je tom prigodom Slavko Kvaternik, koji je prije svršetka mise prišao nadbiskupu Stepincu kraj oltara, kleknuo i poljubio mu prsten moleći biskupski blagoslov.
Dana 28. travnja Stepinac svećenstvu nadbiskupije upućuje okružnicu u kojoj određuje da se 4. svibnja po svim župnim crkvama održi svečani Te Deum povodom proglašenja Nezavisne Države Hrvatske; u njoj Stepinac piše:
»(...)Događaji su ovo, koji su narod naš donijeli ususret davno sanjanom i željkovanom idealu. Časovi su ovo, u kojima ne govori više jezik, nego krv svojom tajanstvenom povezanošću sa zemljom, u kojoj smo ugledali svijetlo Božje i s narodom uz kojega smo nikli. Je li potrebno isticati, da je i u našim žilama življe zakolala krv, da je i u našim grudima življe zakucalo srce? Nitko pametan toga osuditi ne može, jer je ljubav prema vlastitom narodu Božjim prstom upisana u ljudsko biće i Božja zapovijed! (...)«
Neki izvori tvrde da je u to vrijeme uspostava Nezavisne Države Hrvatske imala jasnu potporu većine hrvatskog naroda, sve ako je ona bila uspostavljena voljom Njemačke i Italije.} U obrani pred sudom komunističke vlasti nakon rata, Alojzije Stepinac će svoje držanje objasniti ovim riječima: »Hrvatski se narod plebiscitarno izjasnio za hrvatsku državu i ja bih bio ništarija, kad ne bih osjetio bilo hrvatskog naroda, koji je bio rob u bivšoj Jugoslaviji.« Makar povijest doista bilježi da je proglašenje NDH 1941. godine doista izazvalo euforično raspoloženje među Hrvatima, kasnije će Vladko Maček ocjenjivati da NDH nije bila hrvatska država već okupirana zemlja, podijeljena “na njemačku i talijansku okupacijsku zonu", te da je u zemlji “krvoločni ustaški pokret uspostavio teroristički režim."  Tomašević - koji konstatira "da je velika većina Hrvata željela hrvatsku državu. Nakon što su njima tijekom 840 godina vladale druge nacije, postojala je neodoljiva psihološka i politička težnja za nezavisnošću" - ipak piše: "Bitno je imati na umu da ustaše nisu došli na vlast slobodnim izborom hrvatskog naroda i većina Hrvata ih nikada nije prihvatila kao vlast”. Također ističe da je javna potpora vrhu NDH ubrzo počela opadati, zbog Rimskih ugovora te ustaških zločina i represija. Naime kako bi provodili genocidne mjere protiv Srba i Židova, ustaše su uveli drakonske mjere tako široke primjene, da su i sami Hrvati bili njihove žrtve. Tomašević piše: "Hrvati zapravo nikad u svojoj povijesti nisu bili izloženi takvoj legaliziranoj administrativnoj, policijskoj i sudskoj brutalnosti i zlostavljanju kao za vrijeme ustaškog režima".:432, 871, 872 No unatoč tome, i činjenice da su ustaše izgubili potporu većine Hrvata, Stepinac je uz kasnije, rijetke javne kritike ustaša nastavio javno podržavati NDH do samog kraja.

### Stepinac za vrijeme NDH
Od prvih dana ustaška vlast počinje provoditi nasilje i antisemitske mjere protiv Židova te uklanjati Srbe iz državnih službi. Već 15. travnja 1941. - baš na dan kada je u Zagreb doputovao i vlast preuzeo Ante Pavelić -  osnovan je prvi ustaški sabirni i koncentracijski logor Danica, a 17. travnja donesena je Zakonska odredba za obranu naroda i države, čija dva najvažnija člana glase: "1. Tko god na bilo koji način povrijedi, ili je povrijedio čast i vitalne interese hrvatskog naroda ili na bilo koji način ugrozio opstanak NDH ili državnih vlasti, čak i ako to djelo ostane samo u pokušaju, čini se krivim za zločin veleizdaje; 2. Tko god se proglasi krivim za zločin iz točke 1. mora biti kažnjen smrću." Ova drakonska uredba, koja se provodila putem prijekih sudova, postala je osnova za ustaški teror, ne samo protiv Židova i Srba, već i protiv Hrvata koji su se protivili ustaškom režimu.
U propovijedi na blagdan Krista Kralja 26. listopada 1941. godine progovara Alojzije Stepinac u zagrebačkoj katedrali:
"U ovih zadnjih nekoliko decenija uspjele su razne bezbožne teorije i ideologije tako zatrovati svijet da je mržnja postala reć bi glavnim pokretalom sviju ljudskih čina. Pogibelj je da i oni, koji se diče katoličkim imenom, da ne rečem čak i duhovnim pozivom, postanu žrtvom strasti mržnje i zaborave na zakon koji je naljepša karakteristika kršćanstva, zakon ljubavi…"
Ustaški vlastodršci su se u ovim riječima možda i prepoznali, a između Alojzija Stepinca i Ante Pavelića će se razviti odnos uzajamnog nepovjerenja i netrpeljivosti.  
Tomašević navodi da se je Stepinac kasnije nastojao distancirati od ustaša,:372 pogotovo kada je postalo jasno da će Sile osovine i ustaše izgubiti rat,:556 ali unatoč tome Stepinac i hijerarhija Katoličke crkve u Hrvatskoj su nastavili javno podržavati ustaški režim do samog kraja.:372 Slično ocjenjuju i hrvatski povjesničari Ivo Goldstein i Hrvoje Klasić, ukazujući da Stepinac nije nikada ustaše i njihov režim osudio kako je to 25. ožujka 1945. godine učinio prema komunistima, osudivši njihove postupke u pastoralnom pismu Biskupske konferencije još i prije nego što su preuzeli vlast u čitavoj Hrvatskoj. Goldstein iznosi ocjenu da je Stepičev najveći grijeh njegova javna podrška zločinačkoj NDH, od njenih prvih do praktički posljednjih dana – dao se bezbroj puta fotografirati s poglavnikom Pavelićem i drugim ustaškim glavešinama, nalazio se s njima u najrazličitijim prilikama, priredio je Te Deume na sve godišnjice NDH, itd. Sve je to ustašama dalo legitimitet i veliku podršku, te im je pomoglo opstati na vlasti i vršiti zločine. Stepinčeve privatne i “javne” osude ustaša također u usporedbi s podrškom režimom su vrlo malo značile, jer su ustaše privatne kritike ignorirali, dok je njegove “javne” kritike čuo relativno mali broj ljudi, svakako puno manji u usporedbi s tisućama koje su vidjele i čitale o njegovoj podršci režimu. Uostalom, najveći dio “javnih” kritika Stepinac je izrekao naknadno, nakon sto su ustaše obavili najveći dio genocida.
Esther Gitman, pak, opaža da Stepinac nije dao održavati "Te Deume" u zagrebačkoj katedrali povodom rođendana šefa NDH Ante Pavelića, a da je Pavelić tijekom svoje vladavine katedralu posjetio samo jednom - a i tada ga Stepinac nije posebno pozdravio. Citira Gitman, da je pomoćni biskup zagrebački Franjo Salis-Seewis svjedočio da su već u svibnju 1941. godine odnosi između Pavelića i Stepinca bili obilježeni uzajamnim animozitetom. Također Gitman ukazuje, da su još od prije rata bili dobro poznati i u katoličkom tisku objavljivani Stepinčevi stavovi protiv Pavelićevih nacističkih pokrovitelja; a da su neprestana Stepinčeva zauzimanja za Židove - bio je općepoznato da je Stepinac još od 1938. godine potpisivao javne pozive za prikupljanje pomoći za židovske emigrante koji su u Zagreb pristizali sklanjajući se od njemačkog nacizma, te je u tu svrhu čak osnovao Agenciju za pomoć izbjeglicama - posve očito smetala Pavelića, koji je vrlo spremno udovoljavao nacističkim zahtjevima da se progone Židovi u Hrvatskoj. Stoga su i nacistički predstavnici i ekstremni ustaše u Zagrebu smatrali Stepinca "izdajicom".
Matković također piše da su nakon Stepinčeve prvobitne entuzijastičke podrške ustaškim vlastima, kasnije nastupile nesuglasice. »Zauzimanje nadbiskupa Stepinca za ljude, koje su ustaške vlasti progonile kao državne neprijatelje (naročito Židove i Srbe) Pavelić nije podnosio, pa je svoju netrpeljivost prema nadbiskupu na određeni način i iskazivao (npr. nepozivanjem Stepinca u protokolarnim prigodama kad je nazočnost predvodnika Crkve bila očekivana).«

#### Zbrinjavanje kozaračke djece
Nakon bitke na Kozari u lipnju i srpnju 1942. god. njemačko-ustaške snage zarobile su 68.000 civila, uglavnom žena, djece i staraca, i odvele ih u logore na području NDH. Neke su raselili po Slavoniji i drugdje, dok su mnogim roditeljima nasilno oduzeli djecu, a njih poslali na prisilni rad u Njemačku. Tako je velik broj djece, od dojenčadi do četrnaestogodišnjaka, ostao potpuno nezbrinut. Njemački general Glaise von Horstenau svjedoči o goloj, mrtvoj i umirućoj djeci u Dječjem prihvatilištu Sisak. Diana Budisavljević također opisuje kako su djeca umirala pred njenim očima u Koncentracijskom logoru Stara Gradiška.
U svojem Dnevniku Budisavljević zapisuje da su rezultati njene prve dvije audijencije u prosincu 1941. i svibnju 1942. godine (oboje prije bitke na Kozari, dakle) radi organiziranja humanitarne pomoći bili »potpuno negativni« te da je nadbiskup Stepinac bio »vrlo suzdržan. Ne želi se zainteresirati. Kaže da nema nikakvog upliva na vladu.« Kritizirao je pred Dijanom Budisavljević (koja je bila Austrijanka, tj. - u vrijeme kada je Austrija bila pripojena Njemačkoj - Njemica) i Nijemce. Zatim da 18. kolovoza 1942. godine - u vrijeme kada situacija sa srpskom djecom postaje urgentna - njegova obećanja nisu ispunjena. Budisavljević je uz posredovanja voditelja zagrebačke ispostave Njemačkog ureda za nabavu radne snage (Deutsches Ministerium für Arbeiterbeschaffung) Heckera, koji je bio organizator prijevoza zatočenika na prisilni rad u Trećem Reichu, te kapetana Wehrmachta Alberta von Kotziana - uspjela ishoditi 7. srpnja 1942. godine kod Eugena Dide Kvaternika oslobađanje djece iz logora. Kad je prvi transport od 700 djece stigao u Zagreb, Budisavljević je napisala: »Neobično teško je bilo osigurati smještaj za djecu. Različiti moji razgovori u Ministarstvu zdravlja i kod nadbiskupa bili su svi bez rezultata… Neka si pomognemo kako znamo ili neka djecu ostavimo u logoru… Ustaše nisu stvarno željele da se djeca spase.«  Uz pomoć Kamila Brössler-a uspjeli su smjestiti djecu u štalama napuštenog talijanskog logora kraj Jastrebarskog. Tu je dr. Branko Dragišić, koga su ustaše prethodno kao pravoslavca bile uklonile sa sveučilišta i zatvorile, uredio bolnicu i spasio mnoge, no uz sve napore u Jastrebarskom je umrlo 499 od 2997 djece. U ostalim logorima je bilo mnogo gore - u Sisku, gdje je na nekoliko lokacija u gradu djelovalo "Prihvatilište za djecu izbjeglica" je od 2.272 djece onamo upućen tijekom 1942. godine umrlo njih 1.700, tj. čak 74%. Popis žrtava Spomen područja Jasenovac sadrži imena 20.101 djece do 14 godina, ali ne navodi koliko od tih je bilo kozaračke djece.
Upravu nad bolnicom za djecu u Jastrebarskom, u koju su prva djeca stigla u srpnju 1942. godine, nakon evakuacije iz Stare Gradiške i Jasenovca, imaju časne sestre milosrdnice sv. Vinka Pulskog. Kako je ta bolnica imala kapacitet za prihvat do tisuću djece, do kraja mjeseca u obližnjem mjestu Reka otvoren je prihvatni centar za još dvije tisuće djece, također pod vodstvom sestara milosrdnica. Dio djece koja su iz Stare Gradiške od 11. srpnja 1942. god. stizala željeznicom u Zagreb, smještan je u crkvene objekte u Zagrebu, uključujući staklenik uz sam nadbiskupski dvor na Kaptolu, koje je na raspolaganje stavio nadbiskup Stepinac. Stepinac će potom preko Caritasa pomoći pri udomljavanju djece, uglavnom u hrvatske obitelji po selima. Do kraja 1942. godine bit će udomljeno 5.124 djece. Diana Budisavljević na sastanku 23. kolovoza 1942. godine s razočaranjem suočava vodeće ljude Caritasa s činjenicom kako neka nadbiskupova obećanja nakon pet dana još nisu bila ispunjena, ali kasnije u bilješci s tog istog sastanka o suradnji s nadbiskupskim Caritasom govori sa zadovoljstvom. U cijelom kasnijem razdoblju o svojoj učestaloj suradnji s nadbiskupom Alojzijem Stepincem Diana Budisavljević govori samo najboljim riječima. Stepinac je poslao svoju poslanicu Caritasu da pomognu pri udomljavanju djece "tek nakon što je 23. kolovoza 1942. objavljena odredba Ministarstva udružbe da se ”izbjeglička” djeca mogu kolonizirati u obiteljima." Do kraja 1942. godine bit će udomljeno 5.124 djece.

#### Kontakti s poljskim obavještajcima
Od samih početaka II. svjetskog rata, bio je Alojzije Stepinac u kontaktu s predstavnicima izbjegličke poljske vlade, čiji je konzulat djelovao u Zagrebu i nakon što su 1940. godine teritorij Poljske okupirale Njemačka i Sovjetski Savez. U početcima NDH kada su ustaše demonstrirale svoje savezništvo s Njemačkom stavivši pod oštru kontrolu i čak represiju Poljake na svojem teritoriju, iskoristio je Stepinac svoj utjecaj da omogući većem broju Poljaka preseljenje u Crikvenicu koju su kontrolirali Talijani, koji su prema Poljacima bili manje neprijateljski. Tijekom čitavog rata je Stepinac blisko surađivao s Poljacima koji su se bili uključili u mrežu poljske obavještajne službe, koja ga je u svojim službenim dokumentima imenovala suradničkim imenom "Mitra". Ti poljski obavještajci su ostvarili značajne veze sa zapovjednicima talijanskih snaga na području NDH, u sklopu obavještajne operacije - koju je bio predvodio sam šef poljske izbjegličke vlade Władysław Sikorski - radi pokušaja pridobivanja Italije na stranu zapadnih saveznika, gdje bi došlo i do iskrcavanja saveznika baš na područje NDH uz Jadran, koje su kontrolirale talijanske postrojbe. Točni sadržaj komunikacije poljskih obavještajaca s Alojzijem Stepincem povijesničari nisu ustanovili, ali se zna da se radi zaštite sigurnosti Poljaka i njihovog uzdržavanja zauzeo putem vatikanske diplomacije, te je kontakt s barem jednim poljskim agentom održan i nakon što je zbog kapitulacije Italije prekinuta većina poljskih obavještajnih aktivnosti koje su u NDH vođene uz presudni oslonac na britanske obavještajne službe. Dobro obaviješteni novinar Ante Ciliga pisao je nakon II. svjetskog rata da su njega iz Koncentracijskog logora Jasenovac 1. siječnja 1943. godine izvukli probritanski nastrojeni kolege novinari, pri čemu ocjenjuje da su dva glavna "pro-engleska punkta" u Zagrebu bili u to doba redakcija novina "Spremnost" u kojima je on sam pisao; te Kaptol na čelu s nadbiskupom Stepincem. Kako Ciliga prenosi na temelju izravnog kontakta s Nadbiskupom, Stepinac se 1944. godine - u vrijeme Urote Lorković-Vokić, kada je izgledalo mogućim da Hrvatska prijeđe na savezničku stranu - nadao da će Hrvatska moći kao neovisna država sklopiti neki dogovor sa Saveznicima; pri čemu je posve nerealistično podcijenio mogućnost da komunisti obnove Jugoslaviju. Dionici Urote Lorković-Vokić su čvrsto računali da će Alojzije Stepinac - koji je među Hrvatima uživao izrazito visok moralni autoritet - odlučno podržati prelazak NDH na stranu saveznika. Stepinac je u komunikaciji prema urotnicima pokazao oprez, te im je svoje stavove izrazio tek općenito.

### Slom NDH i uspostava Jugoslavije
Saveznici su 1944. službeno priznali novu vladu Tito-Šubašić. U veljači 1945. god. Katolički list Zagrebačke nadbiskupije izvještava o novogodišnjem prijemu kod Poglavnika, na kojemu su bili Stepinac i drugi predstavnici Crkve, te pripadnici njemačkih oružanih snaga predvođeni feldmaršalom Freiherrom von Weichsom. Kao posljednji važan čin podrške, Stepinac i hrvatski biskupi izdali su 24. ožujka 1945. pastirsko pismo, pozivajući vjernike da ostanu odani NDH, te oštro osuđujući komunizam i partizane.:606-607 Pismo je pisano na traženje ustaškog režima, koji je sudjelovao i u koncipiranju pastirskog pisma. Papinski legat Marcone je kasnije izjavio britanskom predstavniku u Zagrebu, da je imao pojma što se sprema, upotrijebio bi sav svoj utjecaj da spriječi objavljivanje pisma:606-607 (Vatikan je tijekom rata priznavao izbjegličku Jugoslovensku vladu, dok su 1945. priznali nove jugoslovenske vlasti).
Stepinac je 10. travnja 1945. slavio svoj posljednji Te Deum za NDH, koji je još uvijek imao rasne zakone, i upravo je tada likvidirao zadnjih 3.500 zatvorenika, uključujući 700-800 Židova, u koncentracijskom logoru Jasenovac. Vidjevši da se bliži kraj njegovoj vladavini, s partizanima na pragu Zagreba, Pavelić se obratio Stepincu kao dostojanstveniku Katoličke Crkve s iznimnim autoritetom i zamolio ga da vodi privremenu vladu. Stepinac je takav prijedlog odbio. Piše: »Pavelić mi nudi, da preuzmem vlast. Ni čuti o tome. To je Vaša stvar, kome ćete predati vlast, rekao sam mu. U politiku se ne miješam, nego ostajem tu, pa što bilo, da bilo.« Zadnjih dana rata Stepinac je primio i sakrio u nadbiskupskim dvorima arhivu ustaškog Ministarstva vanjskih poslova, koja se kasnije pokazala da sadrži zlato ukradeno od zatočenika koncentracijskih logora NDH.
U Zagreb su partizanske postrojbe ušle 8. svibnja 1945. Stepinac je tražio od komunističkih vlasti prekid progona i ubilačke osvete nad ideološkim protivnicima koji je tih dana bjesnio u Zagrebu. Nekoliko dana nakon toga sam Stepinac je uhićen i protiv njega se vodila istraga. Josip Broz Tito u Zagrebu se 2. lipnja 1945. sastao s predstavnicima Crkve. Dan kasnije Stepinac je pušten. Nakon toga odnosi Crkve i Demokratske Federativne Jugoslavije nekoliko mjeseci bili naizgled korektni.
Povjesničari Jozo Tomašević i Stella Alexander pišu da su bivši ustaški časnici u narednim mjesecima kontaktirali Stepinca. Tako je posljednji šef ustaške policije, Erih Lisak, prvo pobjegao s Pavelićem, ali se u rujnu 1945. potajno vratio u Hrvatsku kako bi organizirao ustaše koji su se skrivali u šumama.:560 Lisak je uspio maskiran ući u nadbiskupsku palaču. Stepinčev tajnik ga je prepoznao i doveo Stepincu, koji se sastao s Lisakom, te ga saslušao bez komentara - naloživši svojem tajniku da pred njega ubuduće ne dovodi takvu vrstu posjetitelja. Stepinca je kontaktirao i Ante Moškov, bivši ustaški general, koji se vratio s istim ciljem organiziranja ustaša protiv novih vlasti: on je Stepincu poslao dva pisma, koja Stepinac po svemu sudeći nikad nije pročitao. Policija je u nadbiskupskim podrumima pronašla kutije s arhivom Ministarstva vanjskih poslova NDH, od kojih je nekoliko sadržavalo zlato koje su ustaše ukrale zatočenicima koncentracijskih logora NDH. Stepinac je pred sudom ustvrdio da je preuzeo te ustaške arhive bez da ih je pregledao. Naknadno su te kutije bile predane »partizanima« nakon njihovog dolaska u Zagreb.:560

### Sukob s komunističkom vlašću
Vidi Wikiizvor: Pastirsko pismo katoličkih biskupa Jugoslavije 20. rujna 1945.
Dana 22. rujna 1945. objavljeno je Pastirsko pismo katoličkih biskupa Jugoslavije, u kojem se govori o 501 ubijenih, zatvorenih i nestalih svećenika diljem Jugoslavije - u Zagrebačkoj nadbiskupiji koja je zapravo bila manje pogođena pobijeno je 18% svećenika, u biskupijama u BiH je pobijeno pola i više svećenika - (dani su precizni podatci za one za čije se stradanje u to vrijeme sa sigurnošću znalo), te na mnoge koji se i dalje nalaze u različitim logorima, kao i drugi podatci o općenito grubom i nezakonitom postupanju prema Crkvi i vjernicima. Pastirsko pismo dodaje: »Dopuštamo da je bilo i takvih svećenika, koji su se – zavedeni nacionalno-stranačkom strašću – ogriješili o sveti zakon kršćanske pravde i ljubavi i koji su radi toga zaslužili, da odgovaraju pred sudom zemaljske pravde. Moramo međutim istaći, da je broj takvih svećenika više nego neznatan.«
Tomašević ukazuje da su sve strane u drugom svjetskom ratu na području Jugoslavije ubijale svećenike. Počelo je 1941. s ustaškim ubijanjem pravoslavnih svećenika i biskupa, kojih su ustaše odmah 1941. godine pobili više desetaka - među njima 3 pravoslavna biskupa - te su ubili tijekom rata 183 pravoslavna svećenika i 5 pravoslavnih episkopa i protjerali pretežni dio preostalih u Srbiju,:620, 628 za što niti Stepinac niti itko drugi iz hrvatske Crkve nikada nije javno prosvjedovao (vidi: Neosuđivanje zločina protiv SPC). 1945. godine su, doista, svećenike ubijali partizani, te i nakon završetka rata komunistička "narodna vlast", i to 355 katoličkih svećenika u cijeloj Jugoslaviji te 188 pravoslavnih svećenika.:625-630:569, 648  Doduše povjesničari pišu da se je 75 katoličkih svećenika u NDH pridružilo partizanskom pokretu, a od toga su 52 bili po nacionalnosti Hrvati, a ostali osim dvojice Slovenci dok je svećenik Svetozar Rittig bio član predsjedništva ZAVNOH-a. Engleska povjesničarka Stella Alexander ukazuje da je Pastirsko pismo “popraćeno okružnicom samo svećenstvu koja je napisana na još beskompromisnijem jeziku i pokazala da su zahtjevi Crkve jednako dalekosežni kao i Partije, i isto toliko apsolutni.” Okružnica je napala cjelokupnu osnovu vladinih reformi i odvajanje Crkve i države, odbacila je sekularno obrazovanje i zahtijevala vjeronauk kao sveto pravo, odbacila pravo države da nacionalizira imovinu te iznijela da su posrijedi grijesi koje kanonsko pravo kažnjava izopćenjem.
Na reakciju vlasti na Pastirsko pismo čekalo se oko mjesec dana, a onda se pojavila Titova izjava u svim novinama u kojoj se on pita - između ostalog - zašto nikada nije objavljeno pastirsko pismo protiv ubijanja Srba u Hrvatskoj. Nakon toga partijski je tisak pojačao napade na Stepinca i biskupe, a uvredljivi natpisi osvanuli su na zidovima kuća u blizini dvora i katedrale dok su svećenici i redovnice doživljavali uvrede i zlostavljana na ulicama.[nedostaje izvor]
Konačno, ocjenjuje Tomašević, svojim kritikama novog režima - osim javno objavljenih biskupskih poslanica, tražio je Stepinac prikladan tretman prema Katoličkoj crkvi i u seriji pisama upućenih Titu i Bakariću od 21. srpnja do 22. rujna 1945. god. - Stepinac je postao osoba oko koje su se okupljali ne samo borbeniji katolici, nego sve nacionalističke snage u Hrvatskoj, i time "moćan protivnik nove jugoslavenske države". Na njegovo djelovanje komunističke vlasti su reagirale najprije predlažući da se Katolička crkva u Jugoslaviji odvoji od Rima, a potom prijedlogom da Stepinac odseli u Rim - čemu su se usprotivili i Vatikan i sam Stepinac.:638

### Političko-sudski proces
Nekoliko mjeseci prije Stepinčeva uhićenja Svetoj Stolici upućeno je upozorenje o namjeravanom uhićenju, sa zahtjevom da ga se smijeni, jer »...Jugoslavija ne može tolerirati građane koji su služili interesima drugih...«. Naime, pokazalo se da jugoslavenski katolički biskupi, na čelu s Alojzijem Stepincem čvrsto odbijaju nastojanja vlasti da jugoslavenske katolike odvoje od Rima. Stoga se htjelo ukloniti najistaknutijeg protivnika tog važnog plana komunističkih vlasti. U Deklaraciji Hrvatskog sabora o osudi političkog procesa i presude kardinalu dr. Alojziju Stepincu od 14. veljače 1992. godine se cjelokupni progon Alojzija Stepinca pripisuje tome »što je odbio po nalogu komunističkih vlastodržaca, provesti crkveni raskol i odvojiti Katoličku crkvu Hrvata od Rima i Vatikana«.
Vatikan je o zahtjevu jugoslavenskih komunističkih vlasti za njegovo napuštanje Jugoslavije obavijestio Stepinca, rekavši mu neka sam odluči o tome što će učiniti, ali ga Vatikan neće prisiljavati da napusti državu. Nadbiskup Stepinac je ostao, a sudski proces je pokrenut.[nedostaje izvor]

#### Uhićenje i optužnica
Nekoliko dana prije podizanja optužnice, dana 18. rujna 1946. u pola šest ujutro, policija je ušla u zgradu nadbiskupije i privela nadbiskupa Stepinca.
Optužnica je podignuta 23. rujna 1946. Prema optužnici Stepinac je bio optužen po šest točaka koja ga je teretila za (1) političku suradnju s okupatorom i kvislinškim vlastima ustašama, za (2) podršku prisilnom "prekrštavanju" srpskog stanovništva na katoličku vjeru, za (3) organizaciju vojnog vikarijata u sklopu ustaške vojske kojem je bio na čelu, a čiji su pripadnici činili ratne zločine, za (4) pokušaj rušenja novouspostavljenog poretka odmah po završetku rata, za (5) poticanje i potpomaganje oružane pobune u poraću, te (6) klevetu narodne vlasti.
Među ostalim, bio je optužen da je pozdravio ustaške vođe dok se kraljevska jugoslavenska vojska još borila protiv njemačkih i talijanskih postrojbi, i da je pozvao svećenstvo da s njima surađuje. Optužba ga je teretila da je pretvorio tradicionalne crkvene svečanosti i procesije u političke manifestacije za Pavelića i služio misu svakog 10. travnja, na godišnjicu osnivanja NDH, te da je služio misu i prilikom otvaranja ustaškog Hrvatskog državnog sabora, da je izabrao za svoje zamjenike Vučetića i Cecelju, poznate ustaške simpatizere, te da je prihvatio i sakrio arhiv ministarstva vanjskih poslova NDH i da je podržavao ustaški otpor nakon završetka rata.

#### Sudski postupak i presuda
Glavna rasprava je započela 30. rujna, a Stepinca je na sudu branio Ivo Politeo, najistaknutiji hrvatski odvjetnik toga doba, a u svoju obranu je govorio i sam Stepinac. Tijekom suđenja Ispitani su svi svjedoci optužbe, dok je većina svjedoka obrane odbijena, a ispitano ih je samo sedam. Braniteljima je tijekom cijelog postupka bilo dozvoljeno susresti se s branjenikom samo jedan sat. 
Stepinac je tijekom suđenja priznao navode optužnice kako je posjetio ustaške vođe Pavelića i Kvaternika čim su oni 1941. godine bili stigli u po Nijemcima upravo okupirani Zagreb i proglasili Nezavisnu Državu Hrvatsku i time dao podršku NDH, tvrdeći da se to može smatrati normalnim za poglavara Katoličke crkve. Što se tiče optužbi oko ustaških arhiva pronađenih u nadbiskupskim podrumima, Stepinac je tvrdio da ih je prihvatio ne provjeravajući što se sve u njima nalazi, dok se od optužbi oko sastanka s bivšim šefom ustaške policije Lisakom (koji se ubrzo nakon kraja rata vratio u Hrvatsku kako bi vodio ustaški otpor protiv novih vlasti) Stepinac branio izjavom da je Lisaka nadbiskupov tajnik doveo na razgovor sa bez prethodnog dogovora.
Povjesničar Stella Alexander drži da je tijekom suđenja Stepinčev branitelj dr. Ivo Politeo uspješnije opovrgnuo neke druge dijelove optužbe nego one koji su teretili Stepinca da je podržao osnivanje NDH i da je službeno surađivao s njenim tijelima (što Stepinac zapravo nije niti poricao) i navodi da je  »oduševljeni ton njegove dobrodošlice ustaškim vlastima kod svećenstva nedvojbeno ostavio očekivanje da će ih prihvatiti i surađivati s njima«. I drugi povjesničari se slažu s navodima da je Stepinac podržavao vlasti NDH do samog kraja, što je po ocjeni komunističkih vlasti Nove Jugoslavije predstavljalo zločin, kao svaki drugi oblik dobrovoljna suradnje s vlastima Nezavisne Države Hrvatske.:558 Alexander ističe je da je Stepinčeva kontrola nad cenzuriranim katoličkim tiskom u NDH, što mu se također stavljalo na teret, uglavnom bila samo formalna. Također ne vidi Stepinčevu krivnju ni u imenovanju ustaških dužnosnika crkvenim dužnosnicima nakon što je bio proglašen vojnim vikarom NDH, budući da su dvojica ustaških dužnosnika-svećenika već bili imenovani za njegove zamjenike i Stepinac ih nije mogao smijeniti. Alexander smatra da se Stepinčeva obrana pokazala kao najnesigurnija pri pokušaju obrane od najozbiljnijih optužbi o ulozi Katoličke Crkve u prisilnim vjerskim prijelazima srpskog pravoslavnog stanovništva na katoličanstvo.
Presuda je donesena već 11. listopada 1946. godine nakon samo devet dana suđenja te je svojim sadržajem defakto samo potvrdila navode optužnice. Nadbiskup Stepinac, najviši predstavnik Katoličke Crkve u Hrvatskoj osuđen je na 16 godina zatvora s prisilnim radom uz gubitak građanskih i političkih sloboda za dodatnih 5 godina te mu je oduzeta privatna imovina. Kad je presuda izrečena, u sportskoj dvorani u Zagrebu, koja je pretvorena u sudnicu, prema izvještavanju njemačke katoličke agencije KNA, uslijedio je pljesak.
Povjesničari se slažu oko činjenice da je kazneni postupak provođen pred sudom koji nije bio neovisan nego naprotiv pod potpunom kontrolom komunističke vlasti, a sudilo se na temelju Zakona o krivičnim djelima protiv naroda i države kojim su politički delikti opisani ekstenzivno i neodređeno - u suprotnosti sa stoljetnim standardom nullu crimen sine lege, koji zahtijeva da kažnjiva smiju biti tek ona djela, za koja zakon na jasan i određen način predviđa kažnjivost. Presuda uopće ne sadrži obrazloženje kazne te na presudu, iako je izrečena višegodišnja kazna lišenja slobode, nije omogućeno pravo žalbe, a čime su višestruko narušena osnovna prava i načela pravne države. Isto tako iz presude je vidljivo da sud u formi priče prepričava tvrdnje tužitelja - koji je objektivno predstavljao produženu ruku Komunističke partije - bez navođenja bilo kojeg konkretnog dokaza kojim bi potkrijepio svoje navode.

#### Izdržavanje kazne
Dana 19. listopada 1946. Stepinac je prebačen u lepoglavsku kaznionicu, nekadašnji pavlinski samostan koji je 1854. godine bio pretvoren u zatvor. Tu je proveo pet godina. Bio je smješten u posebnom krilu za naročite zatvorenike, koji su bili potpuno odijeljeni od ostalih. Susjedna ćelija pretvorena je u kapelicu, gdje je svaki dan služio misu. Takav tretman nisu imali drugi svećenici u jugoslavenskim zatvorima, ali Stepinac je bio osoba čiji progon je privlačio međunarodnu pažnju.
Stepinčev dnevni raspored bio je jednostavan: ustajao je u 5 sati i spremao se za misu, koju je služio u 6 sati. U 9 sati imao je šetnju po dvorištu. U podne su mu donosili ručak izvana, a potom je slijedio kratak odmor i nova šetnja u 15 sati. Bili su mu dopušteni povremeni posjeti. Godine 1947. majka Barbara vidjela ga je dvaput prije nego što je umrla, a sestra Štefanija dolazila mu je redovno dvaput mjesečno, donoseći mu knjige, rublje i druge potrepštine.
11. studenoga 1951. glavni inozemni dopisnik "The New York Timesa", Cyrus L. Sulzberger, posjetio i intervjuirao je Stepinca u Lepoglavi.
Iz zatvora je uvjetno pušten 5. prosinca 1951. i prebačen u Krašić. Među onima koji su dočekali Stepinca u rodnom Krašiću bili su novinari američkog Time Magazina, koji su izvijestili da je Stepinac “hodao lako i čvrsto”, navodeći za svoje zatvorske dane da “nije bio maltretiran, mogao je služiti misu, imati posjetitelje, knjige i novine”. Na pitanje o uvjetima puštanja na slobodu, Stepinac je odgovorio: "Nisam pušten ni pod kakvim uvjetima. Pustili su me na svoju želju... Razlog zašto nisam tražio puštanje na slobodu je taj što se ne osjećam krivim." Stanovao je u krašićkom župnom dvoru sa župnikom Josipom Vranekovićem
Bio je to jasan pomirbeni potez vlade prema Crkvi, ali i prema Zapadnom svijetu. Dani u Krašiću prolazili su mu u čitanju, pisanju, prevođenju, molitvi i slavljenju mise. Ljeti se kupao u rijeci, a volio je i šetati. Režim ga je pustio na uvjetnu slobodu, ali je zato u Krašiću uveden strogi policijski nadzor:

### Kardinalska čast
Na audijenciji kod pape Pija XII. skupina se Hrvata zanimala kad će nadbiskup Stepinac postati kardinalom, na što je papa odgovorio:
Dana 29. studenog 1952. u Vatikanu je objavljen popis novih kardinala na kojemu je bilo i Stepinčevo ime. Vlast mu nudi da napusti Hrvatsku, no Stepinac to odbija. Na tajnom konzistoriju 12. siječnja 1953. papa Pio XII. imenovao je 24 nova kardinala, među kojima je nadbiskup Alojzije Stepinac. Kada je papa Franjo u svibnju 2020. godine za javnost otvorio arhivu iz doba Pija XII., otkriveno je kako je tadašnji papa Stepincu za naslovnu crkvu dao rimsku crkvu San Paolo alla Regola.

### Smrt i pokop
Godine 1953. američki stručnjaci, dr. John H. Lawrence i kirurg dr. John Ružić, kao i poznati njemački hematolog dr. Ludwig Heilmeyer, su došli u Jugoslaviju i dijagnosticirali Stepincu policitemiju, bolest koju karakterizira porast crvenih krvnih zrnaca i trombocita. Dr. Heilmeyer, koji ga je poslije i liječio, je ustanovio da osim policitemije, Stepinac je na početku bio u dobrom zdravstvenom stanju, te nije bilo problema s unutarnjim organima. Kasnijih godina kad se bolest proširila, njegov osobni liječnik, dr. Branislav Bogičević, je izvijestio da je Stepinac dva puta bio uspješno operiran od tromboze, rezultata policitemije10. veljače 1960., u 61. godini života, kardinal Alojzije Stepinac je preminuo u Krašiću, svojem rodnom mjestu i mjestu svojeg zatočeništva. U 14 sati i 15 minuta uspio je šapnuti: »fiat voluntas tua« (budi volja tvoja), bolno je uzdahnuo tri-četiri puta i umro. Njegov osobni liječnik, dr. Bogičević. je izvijestio da je obdukcija ustanovila da je uzrok smrti bila tromboza, prouzrokovana policitemijom.
Usprkos tome, kasnije su neki tvrdili je li Alojzije Stepinac umro od posljedica trovanja. Postulator kauze za proglašenje bl. Alojzija Stepinca svetim mons. dr. Juraj Batelja u knjizi "Komunistički progon i mučeništvo blaženoga Alojzija Stepinca" iz 2017. god. tvrdi da je Stepinac umro zbog posljedica sustavnog trovanja teškim metalima, koje da je primao u hrani u lepoglavskom zatvoru; u Stepinčevim je kostima, iznosi Batelja, pronađena 23 puta veća koncentracija olova, 22 puta veća koncentracija kroma, 19 puta veća koncentracija antimona, 13 puta viša koncentracija kadmija i četiri puta povećana koncentracija arsena. Ti su sastojci bili i radioaktivni pa su utjecalo na razvoj policitemije - kao mijeloproliferativne bolesti koja se može pojaviti kod izlaganja radijaciji. Takve zaključke Jurja Batelje podupire i prof. dr. Neda Aberle, inače znanstvenica u području pedijatrijske alergologije i imunologije. Međutim, Stepinac je bio liječen od policitemije radioaktivnim fosforom, od strane američkog stručnjaka, dr. Johna H. Lawrencea, pionira uporabe radijacije u medicini, te radioaktivnog fosfora pri liječenju policitemije, koji je bio medu stranim stručnjacima koji su dijagnosticirala i liječili Stepinca od policitemije. Tvrdnju o trovanju A. Stepinca oštro osporava Josip Manolić, koji je od 1948. god. pa do godine smrti Alojzija Stepinca 1960. god. bio načelnik Odjela za izvršenje kaznenih sankcija pri Republičkom Sekretarijatu unutrašnjih poslova; on tvrdi da Juraj Batelja i drugi autori vezanih uz Katoličku crkvu nikad nisu objavili medicinsku dokumentaciju koja bi podupirala navode o trovanju.
Režimski tisak u Zagrebu je vijest o smrti najistaknutijeg vođe Katoličke Crkve u Jugoslaviji jedva spomenuo, ali je ona objavljena na naslovnici New York Timesa. Nadbiskup-koadjutor Franjo Šeper naredio je da zvone sva zagrebačka crkvena zvona i da se na zvonicima istaknu crne zastave. Od državnih je vlasti zatražio da se tijelo doveze u Zagreb i pokopa u kripti prvostolne crkve. Vlasti su to u prvi mah odbile, ali su se 12. veljače ipak predomislile. Pogreb je održan 13. veljače 1960. godine u Zagrebačkoj katedrali, uz sudjelovanje mnogih biskupa, svećenika i oko 20.000 vjernika. Sve je bilo pomno praćeno, fotografirano, dokumentirano i analizirano od strane jugoslavenskih službi sigurnosti.
Kardinal Stepinac pokopan je u prvostolnoj crkvi u Zagrebu, ispod glavnog oltara, pokraj lijesa biskupa Maksimilijana Vrhovca. U kripti se nalaze i tijela Petra i Ivana Antuna Zrinskog, Frana Krste Frakopana te Eugena Kvaternika. Pogrebni je obred završen pjevanjem pjesme Ecce quomodo moritur iustus (Evo kako umire pravednik). Danas je tijelo blaženog Alojzija Stepinca izloženo za štovanje u sarkofagu od kristala i srebra, u prostoru iza glavnog oltara Katedrale.

## Rehabilitacija nakon pada komunističkog režima

### Deklaracija o osudi političkog procesa i presude (1992.)
Hrvatski sabor donio je 14. veljače 1992. godine Deklaraciju o osudi političkog procesa i presude kardinalu dr. Alojziju Stepincu u kojoj »posebno ističe i izražava zahvalnost uzoritom kardinalu dr. Alojziju Stepincu, koji je nepravedno suđen, čime je nanesena nepravda i uvreda hrvatskom narodu.«

### Poništenje presude (2016.)
Presudom Županijskog suda u Zagrebu od 22. srpnja 2016. donesenom povodom revizije koju je uložio Boris Stepinac, nećak blaženog Alojzija Stepinca, poništena je presuda Vrhovnog suda Narodne Republike Hrvatske iz 1946. godine u dijelu kojim se utvrđuje kaznena odgovornost Alojzija Stepinca, čime se Alojzije Stepinac ima smatrati neosuđivanom i nevinom osobom.
Županijski sud u Zagrebu je u navedenoj presudi utvrdio da je presuda iz 1946. posljedica zloupotrebe političke moći tadašnje vlasti, te da je donesena kršenjem načela zakonitosti, načela vladavine prava i pravne države, prava na pošteno suđenje, prava na žalbu u kaznenim postupcima, prava na slobodu i sigurnost, prava na slobodu mišljenja i prava izražavanja. 
Županijski sud u Zagrebu je istom presudom utvrdio da je komunistički represivni aparat smatrao potrebnim progoniti i kažnjavati sva djelovanja koja su imala bilo kakvog doticaja s ranijom vlašću, i upravo samo zato ih je procesuirao, određujući pritom političke delikte nedopustivo ekstenzivno čime je prekršeno pravno načelo nullum crimen sine lege certa i otvoren prostor za primjenu analogije u pravu. Nadalje, Županijski sud u Zagrebu je u predmetnoj presudi naveo da je javni tužitelj i sudsko vijeće u postupku 1946. godine grubo falsificiralo rezultate dokaznog postupka stavljajući Alojziju Stepincu na teret radnje koje nije počinio. Ovo se ogleda u činjenici da za prisilno prevođenje na drugu vjeru nijedan svjedok nije teretio Alojzija Stepinca u željenom svjetlu, da su činjenice po pitanju suradnje s Erihom Lisakom u obrazloženju presude iz 1946. potpuno izokrenute, te mu je stavljena na teret neistina da je s njim blisko surađivao na rušenju FNRJ, da je predsjednik sudskog vijeća bez ijednog utvrđenja u dokaznom postupku goloj činjenici vršenja protokolarnih obveza nadbiskupa Alojzija Stepinca dao karakter političke suradnje s neprijateljem potkrepljujući svoje navode slikama iz dnevnih novina tog doba. 
Županijski sud u Zagrebu je predmetnom presudom utvrdio da je postupanje Vrhovnog suda Narodne Republike Hrvatske prema Alojziju Stepincu bilo protivno Uputom o postupku sudova u kaznenim stvarima koje je donio Odjel za pravosuđe Zemaljskog antifašističkog vijeća narodnog oslobođenja Hrvatske 16. studenog 1944. godine: optužnica je bila nepravilno sastavljena na način da nije sadržavala zakonski opis niti jednog krivičnog djela, a posljednja tri kaznena djela su bila navedena bez navođenja pravnog propisa kojim su bila regulirana,  te je na temelju tako nepotpune i neispravljene optužnice pokrenut kazneni postupak i donesena presuda; Stepinac je iznosio obranu pred ostalim optuženicima, što je javni tužitelj prilikom ispitivanja Stepinca na javnoj raspravi 3. listopada 1946. godine nezadovoljan njegovim odgovorom zloupotrijebio uz dopuštenje suda na način da je prozvao optuženog Gulina i sugestivnim riječima imputirao Stepincu da izvrće istinu. 
Županijski sud u Zagrebu je u predmetnoj presudi naveo da je postupak protiv Alojzija Stepinca vođen kršenjem načela nevinosti okrivljenika na način da je bilo razvidno da će Alojzije Stepinac biti proglašen krivim i osuđen, što je bilo između ostalog vidljivo iz: izmjena Zakona o krivičnim djelima protiv naroda i države u srpnju 1946. godine na način da u naročito važnim slučajevima o čemu odlučuje javni tužioc republike suditi vrhovni sudovi narodnih republika na čije odluke nema prava žalbe, donošenja Zakona o javnom tužioštvu u srpnju iste godine kojim se istraga stavlja nadležnost javnog tužitelja, atmosfere linča koja je vladala u sudnici, te iz činjenice da nijednom svjedoku optužbe nije bilo izrečeno potrebno upozorenje da je dužan govoriti istinu.
U odnosu na krivično djelo klevete narodne vlasti za koje je Alojzije Stepinac osuđen, Županijski sud u Zagrebu je predmetnom presudom utvrdio da se radi o verbalnom političkom deliktu koji štiti tadašnju komunističku ideologiju. Prema utvrđenju Županijskog suda u Zagrebu presudom Vrhovnog suda Narodne Republike Hrvatske iz 1946. godine nije naveden propis ili zakon koji propisuje takvo djelo kao kazneno djelo, niti je tom presudom utvrđena kazna da predmetno kazneno djelo.

## Stepinčevi stavovi i učenja

### Politička i vjerska uvjerenja uoči Drugog svjetskog rata
Tijekom razdoblja kada je bio nadbiskup koadjutor i potom zagrebački nadbiskup, sve do agresije Sila osovine na Jugoslaviju u travnju 1941., Stepinac je u javnosti iznio svoja protivljenja protestantizmu, pravoslavlju, komunizmu i masoneriji.
Stepinac je kritizirao protestantizam, navodeći u govoru 1938. godine da je "Katolička crkva najveća civilizacijska sila u ljudskoj povijesti",  te se protivio onima za koje je smatrao da su katoličkoj crkvi htjeli oduzeti primat u javnom životu. Reformaciju je nazvao "deformacijom", a Martina Luthera je osudio kao lažnog proroka koji je "srušio načela pravne vlasti koju je dao Gospodin". Stepinac je okrivio protestantizam za "pakao u kojemu danas pati ljudsko društvo", i rekao da je to otvorilo put "anarhiji u svim oblicima ljudskog života"
Stepinac je bio i ogorčeni protivnik masonstva. U svom dnevniku 1934. napisao je: U Jugoslaviji danas vlada masonerija. Na žalost i u srcu hrvatskog naroda u Zagrebu ugnijezdila se ta paklena družba, leglo nemorala, korupcije i svakog nepoštenja, zakleti neprijatelj crkve katoličke, pa prema tome i hrvatskog naroda. Bez znanja i odobrenja masonerije ne može nitko doći na uplivni kakav položaj. Nije šala uhvatiti se s njom ukoštac, a ipak se mora u interesu crkve, naroda hrvatskoga i same države Jugoslavije, ako misli i dalje egzistirati. Jer ovo nasilje koje danas vlada, podržava masonerija:553–554

Stepinac je također bio izrazito kritičan prema pravoslavlju. Dan nakon jugoslavenskog državnog udara 27. ožujka 1941., koji su uz podršku Velike Britanije izvršili srpski časnici protiv pakta s nacističkom Njemačkom i fašističkom Italijom, zapisao je u svoj dnevnik: Sve u svemu, Hrvati i Srbi dva su svijeta, sjeverni i južni pol, koji se nikada neće zbližiti osim Božjim čudom. Raskol je najveće prokletstvo Europe, gotovo veće od protestantizma. U njemu nema morala, nema načela, nema istine, nema pravde, nema poštenja:553
Jozo Tomašević je pisao da unatoč papinskim enciklikama protiv fašizma 1931. i nacizma 1937. Stepinac prije rata (prema Tomaševiću) nikada nije spomenuo, kritizirao niti osudio te struje, napominjući da je 1938. katolička crkva podržavala istu stranu kao nacistička Njemačka i fašistička Italija u Španjolskom građanski ratu. Ipak, Stepinac je bio član Jugoslavenske katoličke biskupske konferencije koja je izdala upozorenja protiv nacizma i komunizma nakon papinske enciklike 1937. protiv nacizma. U vrijeme kada se termin "nacizam" uopće nije bio uvriježio (sami nacisti ga koristili nisu) govorio je A. Stepinac u svojim javnim istupima o toj ideologiji kao "novom poganstvu", kako su to činile i papinske enciklike. Stepinac se bojao i nacizma i komunizma, pa čak izrazio i nepovjerenje u zapadnu demokraciju, uz primjese antisemitizma. To se može vidjeti iz njegovog dnevničkog zapisa od 5. studenog 1940., kada je napisao:
Ako Njemačka dobije [rat], doći će do užasnog terora i uništenja malih nacija. Ako Engleska pobijedi, masoni, [i] Židovi ostat će na vlasti ... Ako SSSR pobijedi, đavao će imati vlast i nad svijetom i nad paklom.
Iznad svega, Stepinac se protivio komunizmu. Kao odani predstavnik Vatikana, Stepinac je podržavao i vatikansku politiku, a Katolička crkva je 1938. u Građanskom ratu u Španjolskoj podržala istu stranu kao i talijanski fašisti i njemački nacisti, pa nije bilo zgodno javno ih kritizirati.:610-611
Britanski novinar Richard West u svojoj knjizi o usponu i padu komunističke Jugoslavije iz 1994. godine - u kojoj je kao glavnog krivca za strahote drugog svjetskog rata na području Jugoslavije označio svećenstvo Katoličke crkve - opisao je Stepinca kao "puritanskog fanatika",  koji je pod šatorom hrvatskog katoličkog pokreta okupio one koji se protive komunizmu, liberalizmu, sekularnom obrazovanju, reformi razvoda, psovanju, spolnim odnosima izvan braka i kontroli rađanja pa čak i "mješovitom sunčanju i plivanju". Stepinac se, prema Westu, do 1934. godine razvio u vatrenog, gotovo opsesivnog, hrvatskog nacionalistu čiju je netrpeljivost ublažila samo njegova pobožnost i mjera ljudske dobrote.
Engleska povjesničarka Stella Alexander, pak, piše o Stepincu 1978. godine:
Bio je na mnogo načina tipičan sin Crkve u tadašnjoj Hrvatskoj, žarko pobožan, uzak i dogmatičan, vjerujući vlastitim riječima da su "Židovi, slobodni zidari i komunisti" "najgori neprijatelji Crkve", a da se pravoslavni Srbi, raskolnici, kad god je to moguće moraju vratiti u pravu Crkvu. To je bilo popraćeno ne samo s velikom hrabrošću, nego i sa socijalnom zauzetošću i ljubavlju za bližnjega, osobito kada je bio suočen s individualnim slučajevima; bio je dobar pastir i suosjećao je sa svojim narodom. Dojam koji je ostavljao je, neočekivano, uključivao jednostavnost i osobnu pristojnost. Bio je svjestan dostojanstva i odgovornosti svoje službe, ali nikada nije takvo dostojanstvo pripisivao sebi osobno. Njegova hrabrost, koja je uvijek bila velika, povećavala se kako su pritisci protiv njega postajali teži i naposljetku se mogu opisati kao herojski; to i njegova odanost službi činili su bijeg ili čak povlačenje iz njegove biskupije nezamislivima. Međutim njegova politička kratkovidnost ograničila je njegovo shvaćanje kakav će učinak apokaliptični događaji iz 1941. imati na neposrednu budućnost Hrvatske i Katoličke crkve u Hrvatskoj, što ga je ostavilo otvorenim za optužbu za suučesništvo u strašnim ustaškim zločinima. Ista kratkovidnost spriečavala ga je da uspostavi neku vrstu modus vivendi-ja s novom vladom odmah nakon rata.

### Stavovi o rasizmu u NDH
Isprva Stepinac nije izražavao protivljenje anti-semtiskim mjerama, nego se kod vlasti zauzimao da ih se ublaži. Tako se u dopisu ministru unutarnjih poslova Andriji Artukoviću od 23. travnja 1941. godine Stepinac zalaže da se kod donošenja »potrebnih« rasnih zakona NDH protiv Židova (koji su po ugledu na Treći Reich Židovima oduzeli sva građanska prava), od njihove primjene ipak izuzmu židovski obraćenici na katoličanstvo. 
U pismu Papi Piju XII. od 16. svibnja 1941. godine Stepinac piše:
»Očit je za sada, pritisak Nijemaca, koji se jako osjeća u zakonima protiv Židova, iako oni tvrde da se ne žele miješati u unutarnje stvari Hrvatske Države. Uistinu, rasistički zakon donijet ovih dana mora se pripisati teškim pritiscima Njemačke, jer mi je poznato iz osobnih susreta s osobama koje vode državu da ne namjeravaju dugo držati zakon u potpunoj snazi kao što je objavljen. Mnogo je manje zlo to što su Hrvati donijeli ovaj zakon nego da su Nijemci preuzeli svu vlast u svoje ruke. U tom slučaju mi bismo trpjeli sudbinu Slovenaca.«
Ovdje Stepinac govori o slovenskom slučaju, gdje su njemačke vlasti odmah nakon okupacije u travnju 1941.  godine uvele sve zakone (pa i protužidovske) koji su vrijedili u Trećem Reichu, te zabranile korištenje slovenskog jezika na svim javnim mjestima - čak se i u crkvama smjelo moliti isključivo na njemačkom jeziku, a bile suzapočele i masovne deportacije Slovenaca. Naposljetku za razliku od Slovenije gdje su Nacisti uveli rasne zakone te proveli genocid nad Židovima, u NDH su rasne zakone donijele i potom holokaust u narednim godinama provodile vlasti same NDH, s tek nešto manjim postotkom pobijenog židovskog stanovništva, nego što je bio slučaj u susjednim područjima Slovenije i Srbije pod izravnom njemačkom okupacijom.
Dana 22. svibnja Stepinac je prosvjedovao protiv odredbe da svi Židovi moraju nositi židovski znak. U pismu upućenom ministru unutarnjih poslova Andriji Artukoviću piše:
»Da se pripadnicima drugih narodnosti ili drugih rasa oduzme svaka mogućnost egzistencije i da se na njih udari žig sramote, to je već pitanje čovječnosti i pitanje morala. (…) Današnje društveno uređenje i opći moralni pojmovi koji vladaju ne udaraju žig sramote ni na robijaše koji su pušteni iz tamnice (…) Nisu obilježeni vidljivim znakom ni konkubinarci, ni poznati preljubnici, pa ni same javne bludnice.«

#### Propovijed u prvostolnoj crkvi zagrebačkoj, na svetkovinu Krista Kralja, 25. listopada 1942.
Velik odjek imala je propovijed koju je nadbiskup Stepinac održao na blagdan Krista Kralja, 25. listopada 1942. godine. Odlučno se usprotivio teoriji o superiornim i inferiornim rasama i narodima, te praksi koja se iz te teorije izvodi. Osim rase, spominje i narode, imajući nedvosmisleno u vidu progone Srba. Francuski višijevski konzul u Zagrebu preveo je propovijed na francuski i poslao je svojoj vladi, pa je tako očuvana u francuskom arhivu.
»Prva stvar koju tvrdimo jest, da su svi narod pred iznimke pred Bogom ništica. (…) Drugo što tvrdimo jest, da svi narodi i rase potječu od Boga. Stvarno postoji samo jedna rasa, a to je Božja rasa. (…) Treće što tvrdimo, svaki narod i svaka rasa, kako se danas odrazuju na zemlji, imade pravo na život dostojan čovjeka i na postupak dostojan čovjeka.« Stepinac spominje da je Crkva dizala glas protiv boljševika, masona, pa i »plaćene nearijske štampe«, a zatim se vraća na osnovnu temu: »Nitko nema pravo da na svoju ruku ubija ili na koji mu drago način oštećuje pripadnike druge rase ili narodnosti. To može samo zakonita vlast, ako je nekome dokazana krivica, radi koje zaslužuje kaznu.«

#### Propovijed 14. ožujka 1943.
Jednako odlučno nastupio je i u propovijedi od 14. ožujka 1943. Nasuprot rasističkim teorijama i postupcima, ističe dostojanstvo svake ljudske osobe i neotuđiva ljudska prava koja se iz toga izvode: »Svaki čovjek, bez obzira kojoj rasi ili naciji pripadao, bez obzira, da li je svršio sveučilište u kojem kulturnom središtu Europe ili ide u lov za hranom u prašumama Afrike, svaki od njih jednako nosi u sebi pečat Boga Stvoritelja i imade svoja neotuđiva prava, kojih mu ne smije oteti ili ograničiti samovoljno nijedna ljudska vlast.«

#### Propovijed pred katedralom 31. listopada 1943.
Osobiti odjek imala je njegova propovijed od 31. listopada 1943., održana na završetku pokorničke procesije okupljenim tisućama vjernika na trgu pred katedralom. Ova je propovijed, u svojoj cjelini, tipična za Stepinčeva uvjerenja i njegov doživljaj svijeta; naročito je važan njen uvodni, "proročanski" dio. Iz te pozicije, on odgovara kritikama koje su Crkvi upućivanje s raznih strana.
Stepinac započinje na način starozavjetnog proroka, koji šiba pokvarenost svojeg naraštaja ("posljednjih dvadeset godina"), odnosno cijelog "modernog" doba ("posljednja dva stoljeća"). Prvi dio propovijedi posve je religiozan i usmjeren na pokoru za grijehe.
»Bog je naš Stvoritelj, a mi bijedni zemaljski crvi, koji svojem Stvoritelju dugujemo poštovanje i poslušnost, ili, drugim riječima, mi smo veliki dužnici Božji. A, evo, ima već više od dva stoljeća, da Europa, a i čitav svijet, koji je htio biti pametniji od Boga, uskraćuje Bogu dužno poštovanje. Tko da ocrta sav smrad, što je izbačen protiv Boga preko novina i knjiga samo u zadnjih dvadeset godina? Tko da vjerno ocrta zločinačke pobačaje, izvršene u zadnjih dvadeset godina u ime tobožnje znanosti i tobožnjih socijalnih indikacija? Tko da opiše svu prljavštinu života tolikih bračnih drugova? Tko da opiše sve zlo, što ga je donijela poganska moda današnjeg ženskog svijeta? Tko da opiše svu razuzdanost i nepoštenje, što se u zadnja dva decenija opažala na morskim plažama i drugim kupalištima? Ta dovoljno se sjetiti samo naše rijeke Save.« Današnje nevolje plod su naših grijeha i Božja kazna. Mi smo »radi naših grijeha pali u ruke Boga živoga, koji danas poput groma obara ne samo pojedine gradove i sela, nego i čitave narode«. Zato, ako se želimo spasiti od potpune propasti, moramo se »poniziti pred Bogom i iskrenom pokorom okajavati grijehe«.
Nakon toga slijede dijelovi propovijedi, koji imaju neposredni politički značaj, pa se mnogo češće citiraju. Stepinac koristi priliku, »da javno odgovorim nebrojenim tajnim savjetnicima s lijeva i s desna, s brda i s dola«, koji svaljuju na Crkvu krivnju za zla djela koja se zbivaju. Riječ je o tri vrste prigovora, iznosi Stepinac:
»Da nismo pravodobno i da nismo kako bi trebalo ustali protiv zločina, koji su se zbivali po pojedinim krajevima naše domovine.« Stepinac: mi nismo »bilo čija politička trublja«. Uvijek naglašavamo principe vječnoga zakona Božjega, ali ne možemo nikoga prisiliti da ih vrši. »Zato ne možemo odgovarati ni za koju tu usijanu glavu u svećeničkim redovima.« Nije Crkva ta, koja je huškala na rati, niti »stvarala u dušama nezadovoljstvo i podivljalost, koja je urodila tako žalosnim posljedicama«. Ova opaska upućena je na »stanovite krugove, organizacije i pripadnike drugih narodnih skupina«, što se svakako odnosi na Srbe, a također možda i na Židove.
Druga vrst optužbi su za filo-komunizam. Katolička Crkva odlučno odbacuje komunistički sustav, iako smatra da socijalne reforme i pravednija razdioba dobara jesu potrebne. Crkva ne može priznati sustav, koji bi htio seljaku oduzeti njegovu zemlju, privatniku poštenom trudom stečenu imovinu, koji negira obitelj i koji bi htio negirati osobnoga Boga i svesti ispovijedanje vjere u četiri zida. »A možda bi ti isti, koji nam stavljaju taj prigovor, bolje učinili, da pokucaju na vrata vlastite savjesti i da se upitaju, nisu li mnogi, koji se skrivaju po šumama, otišli onamo ne iz kakvog uvjerenja o istinitosti komunizma, nego često puta iz očaja radi nečovječnih metoda nerazboritih pojedinaca, koji su mislili da mogu raditi što ih volja, i da za njih ne postoji zakon ni ljudski ni Božji
Odgovorit ćemo konačno i onima, koji nas optužuju, da smo pristaše rasizma, jer kao što vidite, katolička Crkva je u nečijim glavama za sve kriva. Mi smo svoje stanovište prema rasizmu definirali otkad rasizam postoji, a ne možda danas. A to stanovište je kratko i jasno. Katolička Crkva ne pozna rasa koje gospoduju i rasa koje robuju. Katolička Crkva pozna samo rase i narode kao tvorevine Božje, a ako koga više cijeni, to je onaj koji ima plemenitije srce, a ne jaču pesnicu. Za nju je čovjek jednako Crnac iz centralne Afrike, kao i Europejac. Za nju je kralj u kraljevskoj palači jednako kao i zadnji siromah i Ciganin pod šatorom. Ona među njima ne pozna bitne razlike kao čovjeka. Jedan i drugi imaju neumrlu dušu, jedan i drugi su istog kraljevskog podrijetla, vukući svoju lozu od Boga Stvoritelja. To je rasna nauka Katoličke Crkve, a sve drugo su obične podmetanja, za koju vrijedi riječ: "u laži su kratke noge"! Katolička Crkva ne može priznati, da bilo koja rasa ili narod, zato što je brojčano jači ili bolje oboružan, smije počinjati nasilja nad brojčano slabijim ili manjim narodom."
U propovijedi je osudio strijeljanje talaca u NDH: »Sistem strijeljanja stotine talaca radi zločina, kojem se ne može otkriti krivca, poganski je sistem, koji nikad nije urodio dobrim plodom.« Ova propovijed nije bila tiskana jer su ustaške vlasti to zabranile.
Ovu propovijed Stepinac je održao nekoliko dana nakon što su mu Nijemci ubili brata Miju. Stepinčev brat Mijo Stepinac i njegova supruga Mica su bili bliski Komunističkoj partiji te su radili za Narodnooslobodilački pokret. Nijemci su 27. listopada 1943. upali u Mijinu obiteljsku kuću u Krašiću i oteli Stepinčevog brata koji je poslije pronađen mrtav. Neki povjesničari tvrde je ubojstvo Stepinčebog brata Mije bio povod za oštru Stepinčevu propovijed, dok drugi tvrde da je Stepincu javljeno za ubojstvo brata tek nakon nekoliko dana, kada je Mijino tijelo pronađeno.

### Kritika Jasenovca
U pismu Paveliću 24. veljače 1943., Stepinac prosvjeduje zbog ubojstva sedmorice slovenskih svećenika u Jasenovcu: 
»Iz svega moram zaključiti, da su svi poubijani. Reći će se, da su bili protudržavno raspoloženi. Zašto nisu izvedeni pred sud? (…) Ovo je sramotna ljaga i zločin, koji vapije u nebo za osvetom, kao što je sramotna ljaga čitavi Jasenovac za Nezavisnu Državu Hrvatsku. (…) Čitava javnost, a napose rodbina ubijenih traži zadovoljštinu, odštetu, izvođenje krvnika pred sud. Oni su najveća nesreća Hrvatske!.«

Stepinac je u nekoliko propovijedi, koje su imale značajan javni odjek iako su ustaške vlasti zabranjivale da budu tiskane, osudio rasističku ideologiju i politiku. U tim propovijedima jasno osuđuje progone ne samo na rasnoj nego i na nacionalnoj osnovi. (Vidjeti o tome u odlomku Propovijedi protiv rasizma, u članku Stepinac i Židovi.)

### Odnos prema progonu Židova u NDH
Nasilje i represivne mjere protiv Židova provođeni su od samog početka. Već 11. travnja 1941. je njemački Gestapo u prostorije zagrebačke Židovske općine, upao u zgradu Židovske općine, pri čemu su uhićeni svi zaposlenici i njihove obitelji. Slično se ponovilo i u drugim gradovima. 13. travnja 1941. godine, Nijemci, njemački manjinci i ustaše spalili su sinagogu u Osijeku. 18. travnja 1941. godine NDH vlasti su uvele Zakonsku odredba o sačuvanju hrvatske imovine, kojom su poništeni svi pravni poslovi između Židova međusobno i Židova i trećih osoba, sklopljeni unutar dva mjeseca prije proglašenja NDH (što će se kasnije uzimati za prvi korak u holokaustu u NDH). Dana 30. travnja 1941. Pavelić proglašava rasne zakone NDH: Zakonsku odredbu o rasnoj pripadnosti, Zakonsku odredbu o državljanstvu i Zakonsku odredbu o zaštiti arijske« krvi i časti hrvatskog naroda kojima je po uzoru na nacističke Nürnberške zakone iz 1935. godine bilo propisano je da jedino osobe »arijske« krvi mogu biti hrvatski državljani (čime su Židovi, Romi i drugi »nearijci« izgubili sva građanska prava, te su stavljeni van zakona), a zabranjeni su i brakovi između Židova i osoba »arijskog« podrijetla.
Alojzije Stepinac se tijekom rata se zauzeo za spašavanje mnogih Židova, te dr. Stjepan Steiner iznosi procjenu da je njegovom zaslugom spašeno više stotina zagrebačkih Židova. 1943. godine je Stepinac kontaktirao brojne Židove koje je do tada uspijevao štititi, uputivši ih da što prije napuste Zagreb, jer da je već i život samog Stepinca u opasnosti. Stepinac je dao sakriti mnoge Židove u samostanima, bolnicama, po župama i drugim crkvenim objektima.
Alojzije Stepinac je i prije i tijekom rata održavao propovijedi protiv rasizma, iako u njima nije posve određeno napao neke konkretne postupke vlasti NDH i Njemačke.

#### Zauzimanje za Židove odvođene u ustaške logore i pokušaji njihovog spašavanja
Povodom početka deportiranja Židova u ustaške koncentracijske logore, u srpnju 1941. u istom pismu Stepinac piše Paveliću:
»Čujem s više strana da se tu i tamo nečovječno i okrutno postupa s nearijevcima prigodom deportiranja u sabirne logore, a i u samim tim logorima; što više, da od takva postupka nijesu izuzeta ni djeca, ni starci, ni bolesnici.«
Alojzije Stepinac je kasnije dao posakrivati veći broj Židova u bolnici Sestara milosrdnica u Zagrebu. U tome mu je pomagala Bogoljuba Jazvo, koja je od 1940. do 1945. godine obnašala je dužnost upraviteljice Bolnice sestara milosrdnica u Zagrebu.
Neke od njih dao je sakriti po drugim mjestima, poput primjerice kasnijeg izraelskog policijskog generala Dana Berama/Milivoja Fuchsa i njegovu majku Ernu Fuchs, kojima je osigurao isprave s lažnim imenima, uredio da budu pušteni na slobodu i sklonio ih na selo. Procjenjuje se da je Stepinčevom zaslugom tijekom Drugoga svjetskog rata od smrti spašeno oko četiri stotine zagrebačkih Židova.
Godine 2019. objavljena je knjiga Jurja Batelje Blaženi Alojzije Stepinac – Spašavanje Židova i Srba u Drugom svjetskom ratu s brojnim dokumentima i iskazima osoba koje su svjedočile Stepinčevim aktivnostima spašavanja Srba i Židova izloženih progonima. Među osobama koje su posvjedočile o Stepinčevim zalaganjima bio je Amiel Shomrony, koji je za vrijeme Drugoga svjetskog rata bio osobni tajnik zagrebačkog nadrabina Miroslava Šaloma Freibergera.
Goldstein navodi kako su druge Stepinčeve intervencije kod ustaša bile bezuspješne, poput njegovih intervencija za dr. Ladislava Bodnara, koji je 1919. prešao u katoličanstvo, te četveročlanu obitelj Benarda Wienera, potom Ivana Hochsingera, zagrepčanina Vlatka Rosenberga i supruge HSS-ovca Jurja Šuteja, koje su ustaše sve ubile u Jasenovcu. Od oko 39.000 prijeratnih Židova u NDH, 30.000 ili gotovo 80% je istrijebljeno, velika većina u logorima NDH. Među oko 9.000 Židova koji su se uspjeli spasiti, najviše njih se naposljetku uspjelo spasiti odlaskom u partizane i na partizanski teritorij (4.339, to jest skoro polovica je tako preživjelo), ili pak bijegom iz NDH u Italiju.

### Odnos prema progonu Srba u NDH

#### Prosvjedno pismo protiv pokolja u Glini
Već 14. svibnja 1941. godine nadbiskup Stepinac poslao je Poglavniku prosvjedno pismo:
»Ovaj čas primio sam vijest, da su ustaše u Glini postrijeljali bez suda i istrage 260 Srba. Ja znam, da su Srbi počinili teških zločina u našoj domovini u ovih dvadeset godina vladanja. Ali smatram ipak svojom biskupskom dužnošću, da podignem svoj glas i kažem, da ovo po katoličkom moralu nije dozvoljeno, pa Vas molim, da poduzmete najhitnije mjere, na cijelom teritoriju Nezavisne Države Hrvatske, da se ne ubije nijedan Srbin, ako mu se ne dokaže krivnja radi koje je zaslužio smrt. Inače mi ne možemo računati na blagoslov neba, bez kojega moramo propasti.«

#### Suglasnost s protjerivanjem Srba iz NDH
16. svibnja, 1941. Stepinac piše Papi o razgovoru s Antom Pavelićem, tokom kojeg je saznao da »njemačke vlasti planiraju protjerati s područja dijeceza Maribora i Ljubljane dvjesto tisuća Slovenaca, a možda i sve, i naseliti ih u Makedoniji«. Pavelić je kod prenošenja te informacije pitao Stepinca što misli o ideji da se ti Slovenci umjesto u Makedoniju nasele u NDH, a da se u Makedoniju protjera odgovarajući broj Srba iz NDH - na što mu je Stepinac, kako on izvještava Papu, odgovorio da bi za »nesretne Slovence« bilo bolje preseljenje u katolička područja nego u Makedoniju. U daljnjem tekstu dopisa Papi, Stepinac izvještava:
»Više od 100 slovenskih svećenika prognano je s područja Mariborske i Ljubljanske dijeceze i preseljeni su u Hrvatsku, sve sam ih bratski primio, kako ne bi umrli od gladi i drugih nevolja. Ratni me ministar obavješćuje da Nijemci kane protjerati i prebaciti u Srbiju ostalih 300 svećenika iz istih biskupija, koji su do sada bili zatvoreni ili u kućnom pritvoru u spomenutim dijecezama. U međuvremenu naš je ratni ministar, kao dobar katolik, predložio da spomenuti svećenici budu prevezeni u Hrvatsku, a za uzvrat da s hrvatskoga područja bude prevezeno 300 Srba. Njemačke su vlasti već odobrile ovaj protuprijedlog. Stoga sljedećega tjedna, kako mi javljaju iz Ratnoga ministarstva, počinje ovo preseljenje katoličkoga klera, bolno preseljenje za Crkvu u Sloveniji, ali ipak sreća u nesreći, jer ipak mogu spasiti život. U Makedoniji u zatočeništvu sigurno bi nestali. Ionako ne bi imali mogućnosti slaviti svetu misu. Zamolio sam ratnoga ministra da redovnici budu odmah primljeni u samostane koji su odgovarajućega Reda u Hrvatskoj. A da svjetovni svećenici, koji budu preseljeni u Hrvatsku pod uvjetom privremene internacije budu smješteni u pristojna mjesta, sve dok stvar ne bude predana zaboravu. Dakle, koliko bude moguće, ondje ćemo se zauzeti za pastirsko djelovanje.«
Povodom ovakvog sadržaja pisma Klasić ukazuje kako je Stepincu očigledno više bilo stalo do Slovenaca (katolika), nego do Srba (pravoslavaca), te navodi kako bi se to »na današnjem sudu svakako označilo kao etničko čišćenje«. Krišto naprotiv komentira da je Stepinčevo držanje u tadašnjim okolnostima - gdje je bilo očito da o svim tim preseljenjima odlučuju isključivo Nijemci, a da im vlasti NDH tek ponešto mogu predložiti - bilo posve razumljivo. Nasuprot, Jozo Tomašević navodi kako su NDH vlasti same Nijemcima predložile protjerivanje Srba iz NDH,:393 a i sam Stepinac pisao je Papi da je  »kao dobar katolik«, Kvaternik predložio Nijemcima da dovedu slovenske svećenike u Hrvatsku, i zauzvrat da ustaše protjeraju Srbe iz NDH. Siegfried Kasche, njemački veleposlanik u NDH, izvijestio je da su do rujna 1941.  vlasti NDH, suprotno dogovoru, nezakonito protjerale daleko više Srba, ukupno 118.000, za razliku od 17.700 dogovorenih, i mnogo više od 9.400 Slovenaca koje su Nijemci naposljetku bili protjerali u NDH.:395
Za razliku od zauzimanja za slovenske katoličke svećenike, Tomašević navodi kako Stepinac nikada nije izustio nijednu riječ prosvjeda protiv masovnog ubijanja i protjerivanja pravoslavnih svećenika od strane vlasti NDH.:625-630:537 U tom istom pismu Papi u kojemu izražava podršku dovođenju protjeranih slovenskih katolički svećenika uz istodobno protjerivanje srpskih pravoslavnih svećenika iz NDH, te hvali Pavelića Papi kao »istinskog katoličkog praktičnog vjernika«, Stepinac iznosi ocjenu kako će »šizmatici« (tj. srpski pravoslavci) u NDH biti »posve likvidirani«, ako Pavelić ostane na vlasti dvadeset godina.

#### Pismo poglavniku Anti Paveliću, ožujak 1943.
Crkveni povjesničar Franjo Šanjek ukazuje da Alojzije Stepinac nije  »ni pred vjernicima ni pred Apostolskom Stolicom« stavljao u pitanje odgovornost NDH za ekscese, ali smatra evidentnim da se - ne želeći dovesti u pitanje opstanak NDH - ograničavao na osuđivanje odgovornih pojedinaca i na zalaganje protiv zločinačkih aktivnosti. Šanjek smatra da se Stepinčev stav i djelovanje dobro mogu iščitati iz njegovih riječi upućenih Anti Paveliću u ožujku 1943. godine - nakon mnogih drugih upozorenja i zalaganja:
»Poglavniče! Ne dopustite, da se neodgovorni i nepozvani elementi ogrešuju o istinsko dobro našega naroda. Kršenje naravnog zakona u ime naroda i države osvećuje se na samom narodu i na državi: u zemlji se stvara ogorčenje, koje teži za osvetom, dok vanjski neprijatelj napada etičku našu vrijednost.«
:625-630
Tomašević pak kritizira Stepinca što nikada nije javno osudio ustašku genocidnu politiku protiv Srba i masovne napade na Srpsku pravoslavnu crkvu, što se »ne može braniti sa stajališta humanosti, pravde i uobičajene pristojnosti«.

#### Odnos prema prisilnim vjerskim prijelazima u NDH
Povjesničar Jozo Tomašević navodi da unatoč tome što su znali da se vjerski prijelazi vrše prvenstveno zbog političke situacije, često pod ekstremnom prisilom, Vatikan i Stepinac nisu se javno usprotivili ustaškoj politici nasilnog poticanja masovnih vjerskih prijelaza s pravoslavlja na katoličanstvo. Zauzeli su se, međutim, za pristup vjerskim prijelazima u kojemu bi se ipak osiguralo da prijelazi budu dobrovoljni. Na sjednici Hrvatske biskupske konferencije, održanoj 17. i 18. studenog 1941. godine u Zagrebu pod Stepinčevim predsjedanjem, biskupi su se jasno usprotivili slanju nekakvih državnih »misionara« koji bi organizirali vjerske prijelaze, te nasilju protiv Srpske pravoslavne crkve:
»Neka se za konverzije stvori među grkoiztočnim žiteljima psihologički temelj. U tu svrhu neka im se ne samo zajamče nego i dadu sva građanska prava i osobito pravo osobne slobode i pravo vlasništva. Neka se najstrože zabrani svaki protuzakoniti postupak protiv osobne slobode i svojine grkoiztočnjaka, a neka se izriču nad njima kazne, kao i nad drugim građanima, samo nakon provedenog sudbenog postupka. U prvom redu neka se najstrože zabrani svaka privatna akcija za rušenje grkoiztočnih crkvi i kapela i otuđivanje njihova vlasništva.«
Tomašević ipak ukazuje da je u pismu Papi od 3. prosinca 1941. godine pisao da su se za konverzije s pravoslavlja na katoličanstvo »pokazivale najbolje perspektive«, te se vjerskim prijelazima na katoličanstvo u principu nije protivio ako su za njih bili ispunjeni kanonski uvjeti (dobrovoljni prijelaz) - iako se iz pisma može razaznati da je svjestan da je na terenu do tada bilo slučajeva kada ti uvjeti nisu bili ispunjeni. Tijekom rata je vjerojatno na katoličanstvo prešlo oko 250.000 ljudi.:593-597
Ustaše se u početku nisu pridržavali pravila za vjerske prijelaze koje je odredila Crkva. Tako je mostarski biskup Alojzije Mišić pisao Stepincu u kolovozu 1941. godine da ustaše ubijaju i prekrštene Srbe, »dok su novoobraćenici još u crkvi kod sv. mise, hvataju ih, staro-mlado, muško-žensko, gone ko roblje… u masama u vječnost.«
Nakon nasilnih provođenja vjerskih prijelaza i masovnih likvidacija Srba, Stepinac piše Paveliću:
»Svaka upotreba sile može donijeti katastrofalne posljedice ugledu Katoličke Crkve. Potrebno je uzeti u obzir sve mogućnosti, čak i slučaj, da Srbi iz prkosa odluče masovno prijeći na islam. Upravo zbog toga mislim da je nužno s osobitom pomnjom birati misionare koji će se poslati među Srbe, a ne povjeravati taj zadatak svećenicima ili redovnicima koji nisu razboriti i kojima bi u ruci bolje stajao revolver nego raspelo.« [nedostaje izvor]
Franjevac Aleksa Benigar navodi, da je vidjevši da nove vlasti ne mare za njegove prosvjede, Stepinac već u tijeku 1941. godine poslao povjerljivu okružnicu svećenstvu, u kojoj piše:
»Kada dođu k vama osobe židovske ili pravoslavne vjeroispovijesti, koje se nalaze u smrtnoj opasnosti, pa zažele konvertirati na katolicizam, primite ih, da spasite ljudske živote. Ne zahtijevajte od njih nikakvo specijalno vjersko znanje, jer pravoslavni su kršćani kao i mi, a židovska je vjera ona, iz koje kršćanstvo vuče svoje korijene. Uloga je i zadaća kršćana u prvom redu spasiti ljude. Kada prođe ovo vrijeme ludila i divljaštva, ostat će u našoj Crkvi oni, koji budu konvertirali zbog uvjerenja, dok će se ostali, kada opasnost prijeđe, vratiti u svoje.«
Benigar ne navodi izvor, pa je status ove okružnice upitan. (Vidi više o tome u Katolička crkva u NDH i progoni Srba#Otpor prisilnom prijelazu u katoličanstvo).

### Protivljenje obnovi jugoslavenske države
O nastojanjima da obnove Jugoslaviju - koje su komunisti jasno deklarirali osnovavši Antifašističko vijeće narodnog oslobođenja Jugoslavije kao glavno tijelo vlasti na područjima koje su kontrolirali - u propovijedi u svetištu u Mariji Bistrici 9. srpnja 1944. godine, dakle u vrijeme kada se ishod rata već nazirao, izrekao je Stepinac ovakvu poruku:
"Smatra li možda ratujuća stranka, dok ovakvim strahotama pogađa našu zemlju zločinom, što hrvatski narod svom snagom svojega bića stoljećima teži za slobodom i brani danas svoju državnu samostalnost uz nečuvene žrtve? Onda bi bili zločinci i svi drugi narodi, koji nose u svom srcu isto tako nepokolebljivu težnju za slobodom i samostalnošću. Da se Hrvati ne će nikada odreći svoga prava, u to neka nitko ne sumnja.«
Povjesničar Jozo Tomašević pak navodi da je NDH nije bila samostalna, već marionetska država nacističkih i fašističkih okupatora,:56 te da povrh ustaških genocida nad Židovima, Srbima i Romima, Hrvati sami nikad u svojoj povijesti nisu bili izloženi takvoj legaliziranoj administrativnoj, policijskoj i sudskoj brutalnosti i zlostavljanju kao za vrijeme NDH režima. Kao rezultat, NDH je izgubio podršku velike većine Hrvata, i većina HSS-ovca su se nakon 1943. postavili na partizansku stranu, dok je Stepinac nastavio javno podržavati NDH sve do kraja.:606-607

### Stav o ulozi crkve u društvu
Odlomak iz propovijedi nadbiskupa Alojzija Stepinca o uzrocima zla u svijetu održanoj na otvorenju Trećeg Hrvatskog Socijalnog Tjedna, u crkvi sv. Katarine, 23. listopada 1938. godine:
»Živimo u doba, u kojem je potpuno poremećena hijerarhija vrijednosti. Dok su nekada na prvom mjestu bile duhovne vrednote, danas vidimo obratno. Mišica vrijedi danas više nego duh. Fizička sila važi danas više nego moralne vrednote. Ljepota tijela vrijedi danas više nego ljepota duše. Otvorite samo jedne dnevne novine, pa ćete se odmah o tome uvjeriti. Oni koji danas vrijede u očima svijeta nisu više ljudi plemenitog i velikodušnog srca. Oni koji danas vrijede u očima svijeta, to su razne filmske zvijezde, to su prvaci u boksu, to su prvaci u raznim utrkama i utakmicama. I tako sude često puta ne samo mase, nego i oni koji su na čelu naroda. Nastupio je potpuni preokret vrijednosti. Bijeda ljudskog roda izgleda da je dostignula vrhunac.
Ako promotrimo, kako je došlo do današnjeg prežalosnog stanja, neće nam biti teško otkriti način, kako da se uspostavi opet red u ljudskome društvu. (...) Nitko razuman neće zanijekati, da je Crkva katolička od svog opstanka do danas bila najjača moralna i socijalna vlast na svijetu. Snagom božanske istine i pravde, koju je naučavala i čuvala, djelovala je ona neobično snažno i prodirala malo pomalo u staro pogansko društvo Rimskoga carstva, da ga kao kvasac potpuno prožme istinama evanđelja. (..) Dok se sve u svijetu pokolebalo, Crkva je katolička, ostajući vjerna nauku svog osnivača Krista, sačuvala osnovne principe naravnog prava. Ona je branila i brani dostojanstvo ljudske osobe, brani pravo obitelji, naglašuje obveze pravde i ljubavi, naglašuje poštivanje privatnog vlasništva, naglašuje ljubav prema domovini, naglašuje dužnost individua prema društvu i društva prema individui.
Zadnji uzrok današnjem teškom stanju čovječanstva jest to, što se čovječanstvo udaljilo od Boga. I kad je pod utjecajem razvratnih ideja razoren kršćanski sustav uzajamne pomoći, onemogućeno je čovječanstvu da živi dostojnim životom. Ne zato što zemlja ne bi bila plodna, ili što ljudi ne bi htjeli ili mogli raditi, nego zato što ne rade više po načelima harmonije. Čovjek čovjeku nije više brat nego vuk! »Homo homini lupus!«.«

### Međunarodni i drugi istupi

#### Zauzimanje za slovenske svećenike
U prosincu 1941. godine je Stepinac papu Pija XII. izvijestio kako među više desetaka tisuća Slovenaca prisilno iseljenih iz dijela Slovenije koji je 1940. godine bio pripojen Njemačkoj ima i mnogo katoličkih svećenika, koje je on uzeo pod posebnu zaštitu. Slovenski katolički biskup Stanislav Lipovšek iznijet će 2019. godine podatak da su u Hrvatskoj utočište tada našla 534 slovenska katolička svećenika. U prihvatu slovenskih svećenika sudjelovali su svi hrvatski biskupi, ali ponajviše nadbiskup Stepinac, u čijoj je nadbiskupiji njih najviše i razmješteno. Ustaše su u Jasenovcu ubile sedmoricu od tih slovenskih svećenika, povodom čega je Stepinac u pismu Anti Paveliću od 24. veljače 1943. godine iznio osudu da je posrijedi  »sramotna ljaga i zločin, koji vapi u nebo za osvetom, kao što je i čitav jasenovački logor sramotna ljaga za NDH« (pismo nije bilo objavljeno u doba NDH). Ustaše su Slovence poslale u logore u kojima su uvjeti bili izuzetno loši, bez dovoljno hrane, te su se ljudi razboljeli, a neki i počinili samoubojstva. U istim logorima, ali odvojeno, ustaše su strpale Srbe predviđene za progon u Srbiju, koje su pljačkali, mučili i na stotine pobili.

#### Prosvjedi zbog talijanskog terora i etničkog čišćenja Hrvata
Kada su Talijanski okupatori u srpnju i kolovozu 1942. god. tijekom protupartizanskih akcija na području oko Splita, Omiša i na otoku Braču spalili više sela i strijeljali civile, prosvjedovale su kod talijanske vlade i vlasti NDH i Sveta Stolica, putem svojega nuncija pri talijanskoj vladi.  U radnoj verziji izvještaja Superslode (talijansko zapovjedništvo za područja Slovenije i NDH, od tal. "Comando superiore delle forze armate in Slovenia e Dalmazia) talijanskom Ministarstvu vanjskih poslova povodom tih događaja, ustvrdili su talijanski vojni zapovjednici da se prosvjedi  vodstva Katoličke  crkve temelje "na  tvrdnjama kojima u dugotrajnoj kampanji protiv Italije služi Zagrebačka nadbiskupija i koje zanemaruju pozitivne poteze talijanskih snaga u NDH".:179
Stepinac je pri kraju svog pisma Paveliću od 6. ožujka 1943., dodao i sljedeći pasus:
"Poglavniče! U Italiji imade više desetaka tisuća naših nevinih ljudi iz Gorskog kotara, Primorja i Dalmacije, zatočenih po logorima, većim dijelom žena i djece. Glad, bolesti, patnje svake vrsti prouzrukuju vrlo velik pomor među tim nesretnicima. Ozbiljno se bojati, da se takovim postupkom ide za istrebljenjem pučanstva iz onog dijela naše domovine.« Kada je Stepinčev izaslanik u Rimu tražio »oslobođenje i pomaganje tih naših nesretnika«, odgovoreno mu je: »što se vi pačate u naš postupak s tim ljudima, kako ste vi postupali u Hrvatskoj!«

#### Prosvjed zbogsavezničkihbombardiranja hrvatskih gradova
Stepinac je osudio savezničko bombardiranje hrvatskog kopna 1944., gdje su njemačke snage imale jaka uporišta. U pismu upućenom britanskom veleposlaniku pri Svetoj stolici 7. ožujka 1944. navodi: 
»Bez pretjerivanja može se kazati, da nijedan narod za vrijeme ovoga rata nije tako nemilosrdno pogođen kao nesretni hrvatski narod. Pod pokroviteljstvom i po željama stanovitih velikih sila, u zemlji se bore svi protiv sviju. (…) Kroz stoljeća mi smo bili posljednja brana protiv azijske invazije Europe.« Razaranja koja uzrukuju anglo-američka bombardiranja mogla bi dovesti do toga, da hrvatski narod »podlegne razaralačkim elementima«, pa Stepinac upozorava »da svaka akcija ove vrste, nije drugo nego razaranje svijeta, na koji Vaša zemlja može ubuduće računati.« Poziva stoga: »Ne dozvolite, Ekselencijo, da mali narod bude kompletno razoren. Narod koji u svojoj cijelosti nije odgovoran za ovo što se sada događa na njegovom teritoriju.«

## Kritike

### Kritike Stepinčevog odnosa s ustašama
Slavko Kvaternik je nakon rata svjedočio da je u jesen 1941. godine u razgovoru s njim Stepinac jasno, iako "veoma diplomatski, osudio Pavelića, ustaše i našu vladavinu. S riječima da će ovi progoni i zulumi, dovesti hrvatski narod u najveću nesreću i nevolju. Njemu da ne preostaje drugo, nego moliti i opet moliti Svevišnjega da nas rasvijetli i oprosti grijehe hrvatskom narodu, koji nije kriv." O manje "diplomatskom" Stepinčevom nastupu prema samom Anti Paveliću kojemu je Kvaternik nazočio u veljači 1942. godine, pred vratima Crkve sv. Marka na Gornjem Gradu, kada je Stepinac okružen svećenicima dočekao Pavelića i ustaške zastupnike koji su na Trgu sv. Marka bili okupljeni radi sjednice Sabora, izriče Kvaternik ovako: "Tom prilikom je nadbiskup očitao Paveliću bukvicu. Koliko se sjećam, naglasio je nadbiskup, da svaka vlast od Boga dolazi, da je zlouporaba vlasti smrtni grijeh s katastrofalnim posljedicama. Uputio je na ljubav bližnjemu, da su svi ljudi pred Bogom jednaki, da je dobrota i pravednost temelj vlasti. Tako nekako slično. Pavelić je bio blijed kao krpa, usnice i čeljust su mu se tresli od uzbuđenja. Nakon dolaska u Banske dvore, Pavelić je od same srdžbe i ljutitosti iznemogao i nije ni rieč govorio, a ona (Mara Pavelić) je mene samo promatrala i mrko gledala." Nešto ranije u veljači 1942. godine je Alojzije Stepinac poslao Anti Paveliću pisani protest zbog toga što su policijska tijela NDH - na traženje Talijana - zabranile održavanje misa povodom blagdana sv. Tripuna i sv. Vlaha, koja je zabrana određena na traženje Talijana koji su smatrali da se tu evociraju hrvatske pretenzije na Dubrovnik i Kotor, koji su tada bili pripojeni Italiji: ”A kao Hrvat i sin ovoga naroda moram reći: ta valjda ne misle naši susjedi Talijani da smo bešćutna srca i da ćemo im još zahvaljivati za to, što su nam odrezali dobar komad živoga mesa sa narodnog tijela (…) Ako to ima biti novi poredak, o kojem i oni toliko govore, onda ne znam u čemu se taj razlikuje od toliko omraženog Versaillesa, osim u promjeni gospodara. Mislim da su barem oni imali prilike čuti, što sudi o ovom poretku Pijo XII. u svom Božićnom govoru.”  Stepinac je Ivanu Meštroviću koji se s njim došao oprostiti pred odlazak iz Hrvatske u lipnju 1942. god. rekao da je dobio mnogo prijetećih pisama od ustaša, koji su ga i pogodili u rame kamenom dok se vozio u kočiji; Stepinac se požalio da su ustaše uspjele angažirati osobu iz nadbiskupskog dvora da ga špijunira.
Kako iznosi Tomašević, "nadbiskup Stepinac prilično je često protestirao direktno kod Pavelića, ali je rezultat tih protesta u većini slučajeva bio ravan nuli, jer se Pavelić prema nadbiskupu odnosio na ponižavajući način - nazivajući ga u njegovoj nazočnosti 'magarcem' - i nije obraćao mnogo pažnje na njegova pisma." Tomašević navodi da je u svibnju 1943. godine Stepinac morao objašnjavati Vatikanu svoj odnos prema režimu NDH, te je u izvještaju upućenom državnom tajniku Svete Stolice kardinalu Maglioneu objašnjavao kako je „okrutnost na koju se žale Srbi, javila tijekom nacionalne revolucije, kada je vrijeme sa sobom donijelo neodgovorne pojedince koji su u ime Vlade počinili zločine ne mareći u stvari za autoritet Države ili čak često idući protiv uredbe Vlade. To se vidi iz činjenice da je mnogo tih neodgovornih osoba strijeljano naredbom Vlade." U istom izvještaju Stepinac hvali razne korake ustaškog režima u prilog katoličkoj Crkvi::371 bori se protiv pobačaja, za koji Stepinac tvrdi da ga uglavnom obavljaju židovski i srpski liječnici, te je zabranila pornografiju kojom su prema Stepincu, ”također u prvom redu upravljali Židovi i pravoslavci”;  da je ukinula masoneriju i energično se borila protiv komunizma, da je izdala dekrete protiv psovki. Stepinac navodi da je ustaški režim osigurao kršćanski odgoj vojnika NDH; inzistirao na vjeronauku u školama; povećao financiranje katoličkih vjerskih ustanova, povećao plaće svećenstvu, podržao karitativno djelovanje Crkve, financijski podupro izgradnju novih i popravak postojećih crkava. Sve su to, smatra Stepinac, bili pokazatelji dobre volje ustaškog režima prema Katoličkoj crkvi, i povjesničar Tomašević dodaje: “kao što je u nadbiskupovom izvješću jasno, Crkva je uzvratila istom mjerom” dobre volje ka ustaškom režimu.:371
Tomašević piše da su Hrvati - iako su definitivno htjeli nezavisnu Hrvatsku - uglavnom imali negativni stav i prema ustašama, i prema komunistima koji su u borbu protiv ustaša ispočetka uglavnom privukli Srbe, te su Hrvati bili privrženi demokratski i mirotvorno nastrojenoj Hrvatskoj seljačkoj stranci. Tek kada su komunisti u drugoj polovini 1943. godine odustali od svojeg propagandnog "rata" protiv u narodu daleko popularnijeg HSS-a i uspostavili suradnju s dijelom vođa te stranke koji su očekivali pobjedu Saveznika u ratu, počeli su se Hrvati u većim brojevima pridruživati partizanima. Ustaše su poslale Vladka Mačeka u Jasenovac, dok se većina članova HSS-a držala podalje od ustaškog režima te na kraju završili surađujući s partizanima. U vrijeme kada se barem dio HSS-a u drugoj polovini 1943. godine počeo zalagati za borbu protiv Nijemaca i ustaša, te nakon što su Nijemci u listopadu 1943. god. ubili Stepinčevog brata Miška - Stepinac je 31. listopada 1943. god. napao nacistički rasizam, te njemačku praksu strijeljanja talaca koju je nazvao "poganskim sistemom", te ukazao da će zbog takvih zločinačkih politika "mnogi i mnogi od onih, koji su do sada slušali glas Crkve, makar izloženi teroru, kušati konačno potražiti spas u šumama". Nakon toga je postala očitim da se Stepinac distancirao od ustaškog režima, a kako je očito smatrao vjerojatnim poraz sila Osovine, dao je u diplomatskim krugovima proširiti da on kao nadbiskup "...ako ima birati između privremene komunističke vlade u hrvatskim zemljama i četničke, bira, onu komunističku. Komunisti će ubijati svećenike i inteligenciju, a četnici u određenim krajevima ne će ostaviti ni hrvatsko dijete u kolijevci".
Tomašević ipak konstatira da su Stepinac i Crkva nastavili podržavati NDH i održali suradnju s njenim vlastima sve do samog kraja: "Kao posljednji važan čin podrške NDH, hrvatska katolička crkvena hijerarhija izdala je pastoralno pismo na kraju svoje Biskupske konferencije 24. ožujka 1945, ne samo pozivajući da se ostane odan državi, nego i oštro osuđujući komunizam i jugoslavenske partizane....Kako je Konferencija bila sazvana na traženje i uz pomoć ustaške vlade, koja je sudjelovala i u koncipiranju pastoralnog pisma, ono je bilo u jednakoj mjeri politički kao i crkveni dokument.":410-410, 431, 432, 465, 482, 606, 608, 623 U tekstu Poslanice od 24. ožujka 1945. god. se ne spominje izričito ime Nezavisne Države Hrvatske, ali se govori o tome da je među Hrvatima postojala prije rata volja za vlastitom državom, te da je ta volja oživotvorena tijekom rata, "hrvatski su katolički biskupi poštivali volju Hrvatskoga naroda. Nitko prema tome nema prava optuživati bilo kojega građanina Hrvatske države, pa ni hrvatske biskupe za to što poštivaju tu neodstupnu volju Hrvatskoga naroda, kad on na to ima pravo i po Božjem i po ljudskim zakonima". Nadalje se navodi u istoj poslanici: "Neprijatelji Kat. Crkve, a pristaše materijalističkog komunizma, koji je Hrvatski narod plebiscitarno odbio (protivna tvrdnja bila bi mistifikacija svjetske javnosti), počeli su i u Hrvatskoj domovini istrebljivanjem svećenstva i istaknutih najboljih vjernika prema svojem svjesnom programu. Njihova nepravda vidi se već po tome, što oni unaprijed optužuju sve biskupe, svećenike i redovničke pokrajine, da su »ratni zločinci«, a pojedinim nepoćudnim osobama podmeću, da su one krive zlodjelima, koja su počinjena u ovom ili onom kraju... (ali je) optužba radi »ratnih zločinstava« samo izlika i sredstvo za istrebljenje onih ljudi, koji su po računu komunizma zapreka ostvarivanju njegovoga stranačkog programa." U redovima Katoličke crkve se sadržaj Poslanice od 24. ožujka 1945. god. i poslije - do danas - smatra prikladnim i pravilnim, ali su od strane komunista tvrdnje biskupa da Hrvati nisu krivi ako teže vlastitoj državi, te da su brojnim katoličkim svećenicima i laicima "mrzitelji Katoličke crkve oduzeli život protupravnim osudama osnovanim na fiktivnim krivicama" - doživljene kao otvoreni iskaz protivljenja komunizmu, koje je protivljenje u to doba među hrvatskim svećenicima i biskupima doista i bilo općerašireno.
Tomašević pak navodi da su sve strane ubijale svećenike, počevši od NDH režima koji je ubio 157 pravoslavnih svećenika, uključujući 3 pravoslavna biskupa. Zatvorili su, mučili i protjerali u Srbiju pravoslavnog nadbiskupa zagrebačkog uz još 327 pravoslavnih svećenika, te s time pobili ili protjerali 85% pravoslavnih svećenika.:528 Unatoč tome, Tomašević piše da ni Stepinac ni bilo tko drugi u hijerarhiji Katoličke crkve nije izgovorio niti jednu riječ osude protiv ovih ubojstava i drugih masovnih napada na pravoslavnu crkvu.:555 Naprotiv, Tomašević navodi da su masovni napad ustaša na SPC "odobrili i podržali mnogi hrvatski katolički svećenici". On također piše da su se u NDH neki katolički svećenici pridružili ustašama, služeći u aparatu ustaške vlasti, drugi su prozivali partizane, uzrokujući njihovu smrt ili deportaciju u koncentracijske logore, neki svećenici postali su ustaški časnici koji su služili u koncentracijskim logorima.:568-569 Iznad svega, katolički svećenici su se bavili propagandnim radom za ustašku državu. Tomašević iznosi ocjenu da većina svećenika ubijenih od partizanske strane "nije umrla zato što su bili svećenici ili zbog svoje nacionalne ili vjerske pripadnosti, nego zato što su kao sudionici u građanskom ratu počinili djela koja su proglašena kažnjivima i zato što su bili na strani koja je izgubila rat", potkrjepljujući to navodima o manjem broju svećenika Srpske pravoslavne crkve koji su pristupili četnicima i nekolicini katoličkih svećenika koji su podržali slovenske belogarde, te okolnošću da je katolički kler podupro izgradnju NDH, pri čemu je jedan broj svećenika preuzeo neke niže funkcije u državnom aparatu. Tomašević ne iznosi ocjenu da bi pobjednici u građanskom ratu imali pravo ubiti bilo kojeg ne-borca samo stoga što bi bio "na strani koja je izgubila rat" - pa ni svećenika; ne iznosi također podatke koliko bi među ubijenim svećenicima bilo onih koji su "kao sudionici u građanskom ratu počinili djela koja su proglašena kažnjivima". Međutim ocjenjuje Tomašević da je glavni razlog što su partizani predvođeni komunistima naposljetku pobijedili bio taj što su zagovarali "i u velikoj mjeri prakticirali politiku bratstva među južnoslavenskim narodima i toleranciju za sve religije", a da je svećenstvo u pravilu bilo protiv komunista i njihove politike. U presudi Vojnog suda Komande grada Zagreba Miroslavu Filipoviću - Majstoroviću i družini iz lipnja 1945. se (zajedno s još 32 druga osuđenika) izriču smrtne kazne za 22 katolička i pravoslavna svećenika, te islamskom muftiji Ismetu Muftiću, zbog raznih djela koja su proglašena kažnjivima od komunističkih vlasti, tipično zbog davanja "moralne pomoći i podrške fašističkim zlikovcima", čime su počinili "krivično djelo služenja okupatoru i domaćim izdajicama".

### Kritike Stepinčeva odnosa prema Židovima
Ivo Goldstein povodom gore već citiranog pisma upućenog Anti Paveliću 21. srpnja 1941. god., u kojem se založio za ublažavanje mjera protiv Židova, ukazuje na Stepinčeve riječi sadržane u tom pismu:
»Razumije se samo po sebi da će svatko odobriti nastojanje, da u jednoj narodnoj Državi vladaju sinovi toga naroda i da se uklone svi štetni utjecaji koji rastaču narodni organizam. Svatko će sigurno odobriti nastojanje da privreda bude u narodnim rukama, da se ne dopusti gomilanje kapitala kod nenarodnog i protunarodnog elementa, te da strani elementi ne odlučuju o Državi i narodu.«
Goldstein ističe da na taj način, te koristeći u pismu riječ »nearijski«, Stepinac prihvaća ustašku rasističku terminologiju te isprva nije dovodio u pitanje deportaciju, već samo zagovarao da se Židovi šalju u koncentracijske logore na »human« način.
Goldstein također navodi i Stepinčeve prosvjede protiv ustaških zločina i spašavanje mnogih Židova. Međutim piše, da je najveći propust Stepinca bila njegova javna podrška zločinačkoj NDH, od prvih do posljednjih dana - slavio je dan osnivanja NDH (tj., dolazak ustaša na vlast) i održavao Te Deume na te obljetnice (čak još i 10. travnja 1945. godine), u nizu prigoda fotografirao se s Pavelićem i drugim ustaškim dužnosnicima, dajući im stanoviti legitimitet da opstanu na vlasti pomoću koje su vršili zločine, što je prema ocjeni Ive Goldsteina nemoguće »kompenzirati« spašavanjem pojedinaca od istih tih zločinačkih vlasti koje je do kraja podržavao. Ustaše su Stepinčeve privatne kritike ignorirali, dok je njegove javne kritike čuo relativno mali broj ljudi, a bezbroj ih je vidjelo i čitalo o njegovoj podršci NDH. Također, ističe Goldstein, javne kritike nadbiskupa Stepinca protiv vlasti NDH izrečene su tek nakon sto su ustaše već izvršile najveći dio genocidnih zločina. Ivo Goldstein piše da je relativno više Židova spašeno kad su se visoki crkveni uglednici otvorenije, energično usprotivili progonu, kao u Francuskoj. Pravoslavni mitropolit Stefan u Sofiji spriječio je da ijedan Židov bude deportiran u nacističke logore iz Bugarske - koju Nijemci nisu tretirali kao okupiranu zemlju, nego kao sebi podčinjenog saveznika, te koja se poput Mađarske uspijevala oduprijeti njemačkim protužidovskom zahtjevima, da bi 1944. god. Bugarska prešla na stranu Saveznika, u vrijeme kada je Mađarska stavljena pod njemačku okupaciju i kada su u Mađarskoj uslijedili glavni protužidovski progoni  - te se iskazao neumornom, javnom obranom židovskih života. Čak je i osobno legao na željezničku prugu i zaustavio vlak sa Židovima koje su pokušali otpremiti u Njemačku. U Francuskoj, koja je također imala svoje kvislinške vlasti, preživjele su tri četvrtine Židova, Francuski katolički biskupi su bili pružili potpunu podršku vladi u Vichyu i nisu se javno usprotivili donošenju francuskih rasnih zakona u listopadu 1940. godine; međutim je 6 (od oko stotinu) francuskih biskupa dalo 1942. godine pročitati u crkvama svoja protivljenja progonu Židova, a mnogi drugi su dali tajne upute da se pomaže Židovima da izbjegnu progone. U NDH, koju je Stepinac podržavao kao što su i francuski biskupi podržavali Vichyevsku Francusku, samo je dvadeset posto Židova uspjelo preživjeti, dok su ostali istrijebljeni, većina od njih u logorima NDH.
S druge strane, za razliku od Katoličke crkve u Hrvatskoj koja je većinom podržavala vlasti NDH:625-630, bilo je diljem Europe vrlo drastičnih progona protiv same Katoličke crkve, te prosudba kako se postaviti u kontekstu nacističke kontrole nad Europom i progona koje su nacisti poduzimali i nije bila posve jednostavna. Primjerice se u Nizozemskoj, nakon što su se tamošnji katolički biskupi u lipnju 1942. godine vrlo oštro usprotivili deportaciji nizozemskih Židova u koncentracijske logore, dogodilo da Nijemci posve dosljedno u logore odvedu baš sve Židove obraćene na katoličanstvo - čak i svećenike i časne sestre - ali su od odvođenja u logore bili poštedjeli devet tisuća Židova koji su bili obraćenici na protestantizam. U koncentracijskom logoru Dachau je bilo još od 1940. godine mnogo katoličkih svećenika: od 2.760 pripadnika kršćanskog klera koji su se ondje našli, katoličkih svećenika je bilo čak 2.579 (u tome 1.780 svećenika iz Poljske i 441 iz Njemačke). Mnogi od njih će ondje biti podvrgnuti medicinskim eksperimentima izlaganjem opasnim infekcijama, a njih ukupno 868 će ondje izgubiti život.

### Neosuđivanje zločina nad SPC
Povrh prisilnih vjerskih prijelaza, povjesničar Jozo Tomašević opisuje i druge elemente »masovnog ustaškog napada na Srpsku pravoslavnu crkvu«.:528 Ustaše su ubile 183 pravoslavna svećenika, te pet episkopa (među njima banjalučkog episkopa Platona Jovanovića, sarajevskog mitropolita Petra Zimonjića i gornjokarlovačkog episkopa Savu Trlajića),:516 ,613, 648 dok su zatvorili i mučili mitropolita zagrebačkog Dositeja Vasića. Uz to ustaše su u Srbiju protjerale 327 pravoslavnih svećenika i jednog episkopa,:529 tako da su ubili ili protjerali oko 85% pravoslavnih svećenika u NDH, s očitom namjerom »da pravoslavno stanovništvo ostane bez duhovnog vodstva kako bi se ustaška politika pokatoličavanja Srba prisilom i zastrašivanjem mogla lakše provoditi«.:529
Ustaše su uništile i oskrnavile brojne pravoslavne crkve,:529 zabranile ćirilicu i julijanski kalendar, koji se koriste u SPC, a zabranili su i izraz »Srpska pravoslavna crkva«. Pravoslavne škole su zatvorene,:531 a SPC-u je zabranjeno prikupljati doprinose od vjernika, oduzimajući joj prihod.:531 Imovina SPC-a je oduzeta i dio je predan Katoličkoj crkvi.:531 Konačno, kako bi uništili SPC, pokušali su stvoriti vlastitu Hrvatsku pravoslavnu crkvu, s »uvezenim ruskim patrijarhom«, ali ta nije uspjela pridobiti pristaše.:545
Unatoč svim tim pokušajima uništenja SPC, Tomašević navodi da nije uspio pronaći nijednu osudu tih zločina, javnu ili privatnu, od strane Stepinca ili bilo kojeg drugog pripadnika Katoličke Crkve u NDH. Naprotiv, on navodi kako su »radikalni ustaški napad na SPC odobravali i podržavali mnogi hrvatski katolički svećenici.«:531 Također navodi da su »hrvatska katolička hijerarhija i Vatikan smatrali da je ustaška politika protiv Srba i SPC-a koristna za rimokatolicizam na Balkanu.«:565

### Neosuđivanje zločina u Jasenovcu
Neki prema Stepincu kritični autori ističu da je on doduše napisao da je Jasenovac "sramotna ljaga i zločin", ali tek nakon likvidacije katoličkih svećenika u veljači 1943. godine, unatoč tome što je znao što se u Jasenovcu događa mnogo ranije. Već krajem 1941., jedan zagrebački Židov koji je uspio pobjeći iz Jasenovca, obavijestio ga je o zvjerstvima u logoru. Stepinac je također znao od svećenika u gradu Jasenovcu da su se tamo "odigravaju strašne stvari." Župnik Juraj Paršić izvijestio je Stepinca o tom što je osobno čuo od stražara u logoru, za koje je napisao da su svi okrvavili ruke, te je sam procijenio 30.000 do 40.000 žrtvi logora. Stepinac se sastao i s Antom Ciligom po njegovom oslobođenju iz Jasenovca, u proljeće 1943. Ciliga je kasnije pisao da je Jasenovac bio "veliki stroj za ubijanje" čija je svrha, baš kao i u Auschwitzu, bila "istrebljenje". Ciliga je Stepincu "iskazao čuđenje što Katolička crkva nije ništa poduzela za zatočenike u Jasenovcu, dok je židovska bogoštovna općina to činila uz najveće rizike. Nadbiskup Stepinac mi je na to odgovorio da su on i drugi katolički dostojanstvenici intervenirali za oslobođenje mnogih ljudi ne-katolika kao i katolika. Obećao mi je da će i nadalje poduzimati sve što bude mogao da se pruži pomoć onima koji još sjede u logoru. Tako je doista i činio. No, pomoć koliko sam mogao čuti nije bila ni izdaleka tolika da bi se mogla sravniti s onim što je činila židovska općina".
Usprkos tome, osim tog jednog privatnog prosvjednog pisma nakon ubojstva katoličkih svećenika, Stepinac nikada nije javno progovorio o Jasenovcu. Stepinac također nikada nije objavio nijedno pastirsko pismo u kojem se osuđuju ustaše i njihovi zločini, prigovaraju mu kritičari, za razliku od dva pastirska pisma u kojima je oštro osudio komuniste - prvo u ožujku 1945., čak i prije njihova dolaska na vlast, a drugo, u rujnu 1945. Oba pisma pročitana su javno u svim crkvama diljem Hrvatske, a kasnije i u Jugoslaviji. Čak je javno prijetio komunistima ekskomunikacijom zbog nacionalizacije crkvene imovine, što nikada nije prijetio ustašama zbog njihovih genocida, unatoč tome sto bi na Pavelića i ostale ustaše koje su se javno predstavljale kao veliki katolici, zasigurno prijetnje ekskomunikacijom daleko više djelovale, no na bezbožne komuniste.

### Kontroverze oko spašavanja Kozaračke djece
Povjesničarka Nataša Mataušić navodi da je humanitarka Diana Budisavljević prvi put kontaktirala Stepinca i tražila pomoć u prosincu 1941., no Stepinac je “isprva bio nezainteresiran za bilo kakvu pomoć Diani,… zatim joj je davao obećanja koja nije izvršavao” da bi tek osam mjeseci kasnije, u kolovoza 1942. a naročito od siječnja 1943. preko Caritasa pružio pomoć pri udomljavanju djecu. Unatoč tome, “Stepinčev biograf Benigar stavlja u isključivo njegovu zaslugu koloniziranje djece što će kasnije mnogi koristiti kao dokaz da je upravo Stepinac spasio 7.000 srpske djece." Mataušić piše da je Diana ostala suzdržana premu Stepincu, jer “je zasigurno mislila da je Stepinac mogao reagirati puno ranije i učiniti za djecu puno više. Prva djeca dolaze u Zagreb 11. srpnja 1942., a Stepinac svoju poslanicu [Caritasu za udomljavanje] piše tek krajem kolovoza.” Mataušić navodi da je tadašnji ravnatelj Caritasa, Stjepan Dumić, također bio izrazio više kritika o Stepinčevom djelovanju pri udomljavanju, to jest da unatoč tome što je Stepinac imao u vlasništvu 110 krava, nije dao mlijeka za djecu, te nije ponudio nijedno od brojnih prikladnih zdanja u vlasništvu Crkve u Zagrebu za smještaj djece. Transkript ove Dumićeve izjava je korišten na Stepinčevom suđenju iako je uz njega stajala opaska nepoznatog autora kako bi se "Dumićeve izjave trebale uzimati s rezervom. Prema nekim informacijama, Dumić je i sam zgriješio oko zbrinjavanja djece, ali je bio u svađi s ljudima s Kaptola, budući da su ga odbacili, pa bi ova izjava mogla biti čin osvete. Svejedno, u izjavi ima zasigurno puno istine pa je treba provjeriti.". U svojem "Dnevniku", sama Diana Budisavljević zapisuje da je Alojzije Stepinac u njenoj nazočnosti upute Stjepanu Dumiću da surađuje oko prihvata djece dao već 16. lipnja 1942. godine.

## Kontroverze nakon Stepinčeve smrti

### Kontroverze oko dokumenta
Komunističke vlasti desetljećima su provodile propagandu kojom se Alojzija Stepinca - kao najugledniju osobu katoličke vjerske zajednice - prikazivalo kao zločinca. U javnosti se njegovo ime smjelo spominjati samo u najnegativnijem kontekstu - kao suradnika ustaškog režima i kočničara razvoja novog društvenog poretka. Služba državne sigurnosti manipulirala je sadržajem sudskog spisa s njegovog suđenja, organizirajući objavljivanje samo onih detalja koji su se mogli koristiti u protukatoličkoj i protuhrvatskoj propagandi. Zadnji put je sudski spis UDBA - kao pravi  »vlasnik« tog suđenja i cjelokupne »istine« o Alojziju Stepincu - revidirala 1983. godine. Sadržaj službene zabilješke o obrambenom govoru Stepinčevog odvjetnika dr. Ive Politea na suđenju: »Tekst obrambenog govora dr. Politea, branioca optuženog Stepinca, na rapravi 8.XI.1946. (kopija). Predmet obuhvaća 32 stranice. Po svom sadržaju predmet spada u grupu 'A' i nije za korištenje izvan službe DS. Primjedba: Predlaže se izuzimanje čitavog materijala iz predmeta radi oformljenja sudskog spisa.« Glas Koncila tvrdi da je dio dokumenata iz sudskog spisa tom prigodom uništen, a da se ne bi znalo koji su točno dokumenti uništeni, uništen je i popis sadržaja sudskog spisa.  Tako proizlazi i iz pregleda sačinjenoga 1997. po Marini Štambuk-Škalić, koja navodi da spis nije sačuvan kod suda, nego u arhivi Službe državne sigurnosti; da dio spisa nedostaje, ali je sačuvano optužnica s prilozima optužnici (950 stranica), 260 stranica dokumenata koje je na sudski spis dostavila obrana, te cjelokupni stenografski zapisi sa suđenja (oko 2.000 stranica); također završni govori obojice Stepinčevih branitelja. Iz arhivske građe odvjetničkog ureda Stepinčevog branitelja dr. Ive Politea prikupljeno je oko 500 listova raznih dokumenata vezanih uz to suđenje, a u arhivi Zagrebačke nadbiskupije sačuvane su kopije materijala koje je Nadbiskupija poslala Stepinčevim braniteljima. Postulator Stepinčeve kanonizacije, Juraj Batelja, je na 37 stranica objavio cijeli obrambeni govor Politea, kao i obrambeni govor Stepinčevog drugog odvjetnika, dr.Natka Katičića, koristeći dokumente iz tadašnjih državnih arhiva. Marina Štambuk-Škalić je objavila i obrambeni govor samog Alojzija Stepinca, koristeći se stenografskim zapisom sa zadnjeg dana sudske rasprave. Taj je govor bio kratak: nakon što se pridružio onome što su iznijeli njegovi branitelji, osvrnuo se Stepinac relativno kratko na pitanja prijelaza s pravoslavne na katoličku vjeru - napomenuto je da prema kanonskom pravu nije pravilno govoriti o "prekrštavanjima", nego o "prijelazima"; da su on i drugi biskupi neke prijelaze pojedinačno odobravali da bi se ljude zaštitilo od progona vlasti NDH, a da su masovni "prijelazi" koji su na nekim mjestima upriličavani bili neodobreni od biskupa kao jedino nadležnih i da su - kao kanonskopravno nevaljali - predstavljali "udarac u vodu" i "komediju s kojom crkvene vlasti nemaju posla i za koju ne mogu odgovarati"; završivši govor riječima "ako ja budem zaista osuđen, pred Bogom kažem da sam nevin osuđen, savjest mi je čista i budućnost će pokazati da sam bio u pravu".
Povjesničarka Stella Alexander piše da je javno objavljivanje dokumenta - poput Stepinčevih Dnevnika i sudskih spisa - veoma važno da bi se mogla stvoriti konačna biografija Stepinca.
Zvonimir Despot pak navodi kako Zagrebačka nadbiskupija do danas nije objavila Stepinčev Dnevnik, iako ima već 30 godina od kad ga je Franjo Tuđman vratio kardinalu Kuhariću. Despot piše kako se na Kaptolu opravdavaju da je to Stepinčev osobni dnevnik te da ga zbog toga ne objavljuju. Despot pita, ako je tako, zasto dijelove Dnevnika godinama koristi Juraj Batelja za svoje knjige, a da nitko drugi nema mogućnost uvida u taj isti originalni tekst. Prema Despotu, "Stepinac nije pisao dnevnik kao privatna osoba, već kao zagrebački nadbiskup... Usto je Dnevnik izuzetno važan izvor za suvremenu hrvatsku povijest. I zašto ga se do danas drži u tajnosti?” Despot ipak piše da velika većina Stepinčevih dnevničkih zapisa iz razdoblja 1934. – 1945. dostupna povjesničarima od 2015. godine, kada im je postao dostupan prijepis dnevnika kojega je sačinila UDBA za potrebe suđenja. 2020. godine je povjesničar Željko Karaula objavio cjelokupni taj sadržaj u knjizi "Dnevnički zapisi Alojzija Stepinca 1934. – 1945. iz arhiva UDBA-e", uz ogradu da se iz feljtona kojega je 1989. i 1990. godine u nastavcima objavljivao povjesničar Ljubo Boban (1932. – 1994.) može vidjeti da UDBA-in prijepis ne sadrži neke dijelove koje je Ljubo Boban mogao prepisati iz izvornika koji se i dalje nalazi na Kaptolu.
Kontroverze su također izbile oko izvještaja o stanju u Hrvatskoj datiranoga s 1943. godine, kojega Stepinac nije potpisao i koje neki autori smatraju nevjerodostojnim. Tako biskup Ratko Perić u knjizi “Nada koja ne postiđuje” piše, kako je kao (navodno) osobito inkriminirajući dokument na suđenju korišten tobožnji Stepinčev izvještaj Svetoj Stolici iz 1943. godine, u kojemu Stepinac sebe naziva »glavnim biskupom jedine katoličke države na Balkanu i metropolitom Hrvatske i Slavonije«. Perić navodi kako Stepinac nije imao takve naslove, niti je sebe tako nazivao, a nije zabilježeno niti da bi Stepinac pisao da je Hrvatska na Balkanu. Pritom su taj dokument komunističke vlasti navodno pronašle u arhivi Ministarstva vanjskih poslova NDH, kojemu Stepinac nije slao svoja izvješća Svetoj Stolici. Povjesničar Jure Krišto je 2020. god. u arhivima Službe državne sigurnosti pronašao nekoliko radnih verzija dokumenta, kako na talijanskom (na kojemu je on zacijelo izvorno pisan), tako i na hrvatskom jeziku. Na varijantama se nalazi više od 6 stotina različitim rukopisima sačinjavanih izmjena; među tim rukopisima prevladava rukopis svećenika i profesora crkvene povijesti Krunoslava Draganovića, koji je bio pripadnik neformalne diplomatske misije NDH pri Svetoj Stolici. Draganović je jednu kopiju predao britanskom izaslanstvu pri Svetoj Stolici - te je poslije u svojem radu Jozo Tomašević koristio baš prijevod te verzije na engleski jezik, smatrajući da je doista riječ o ispravi koju je pisao Alojzije Stepinac. Međutim niti jedan od više stotina rukom učinjenih ispravki sadržanih na raznim varijantama dokumenta nije učinjen Stepinčevim rukopisom - koji nije ni potpisao bilo koju od tih verzija; naposljetku ni stil pisanja dokumenta ne odgovara Stepinčevom osobnom stilu pisanja. Jedan prijepis izvještaja pronađen u Ministarstvu vanjskih poslova NDH predočen je na suđenju Stepincu; koji je tada opovrgnuo autorstvo te isprave, riječima: "To nije moje." Dokument su autori - među kojima Krišto uz Draganića prepoznaje svećenika Dragutina Kambera i neke druge osobe povezane uz Ministarstvo vanjskih poslova NDH - doista uspjeli dostaviti britanskim diplomatskim predstavnicima u Vatikanu, te je on potom preveden na engleski jezik i dostavljen u središte britanske diplomacije u Londonu. Britanski predstavnik u Rimu Hugh E. Montgomery je izvješće poslao u London uz objašnjene da su u njemu nadbiskup Stepinac "na široko bavi zločinima počinjenima na Hrvatima od strane komunističkih partizana i srpskih četnika". Krišto, koji napominje da  "su zapadni saveznici od početka rata čvrsto vjerovali da su četnici njihovi saveznici u borbi protiv Nijemaca" sadržaj spornog izvještaja kojega je diplomacija NDH uspjela kao tobožnji Stepinčev rad dostaviti središtu britanske diplomacija - karakterizira kao "stručnu analizu pravoslavlja i političke uloge srpskoga svetosavlja od crkvenoga raskola 1054. godine do događaja u Drugom svjetskom ratu te predviđanja daljnje sudbine Hrvata ako pobijedi velikosrpska četnička ideja". Krišto zaključuje: "Autori pisma očito su vjerovali da ta svrha zavrjeđuje i impliciranje nadbiskupova autorstva te su se poslužili nadbiskupovim materijalima, osobnim razmišljanjima i političkim prosudbama".  Bitni dio dokumenta iz 1943. godine sadrži 10 točaka u kojima se ukazuje da velikosrpske snage planiraju tadašnju potporu zapadnih saveznika četnicima iskoristiti za formiranje Velike Srbije, u kojoj će se ubijanjem, progonima i prisilnim prijelazima na pravoslavlje uspostaviti homogeni srpski etnički prostor. Makar se govori o znatnom komunističkom teroru protiv Hrvata, dokument iz 1943. godine ipak govori o četnicima kao većoj opasnosti: "Dok partizani ubijaju pojedine osobe, koje pripadaju vladajućim krugovima, četnici ubijaju sve, koji su katolici". Argumenti kojega su koristili autori izvješća nisu nepoznati historiografiji, te Krišto smatra da danas rasprava o tom sadržaju predstavlja priliku da se "sučele povijesni argumenti i iznesu međusobni prigovori Srba i Hrvata zbog 'povijesne krivnje' uzrokovane zločinima i nepravdama jednih prema drugima".

### Protivljenje kanonizaciji
Predsjednik Republike Srbije Tomislav Nikolić izražava krajem svibnja 2015. godine zabrinutost zbog najave da bi Katolička Crkva mogla Alojzija Stepinca ubrzo mogao proglasiti svetim: u razgovoru s kardinalom Kurtom Kochom (koji je posjetio Srbiju u svojstvu predsjednika Papinskoga vijeća za jedinstvo kršćana i razgovarao s Nikolićem o pripremama za posjet predsjednika Srbije Vatikanu planiranog za rujan 2015.), Nikolić je izrazio zabrinutost da bi takva odluka narušila sve ono što je do sada urađeno na poboljšanju odnosa između Srbije i Hrvatske. Ubrzo potom (02. lipnja 2015. god.) srbijanski mediji prenose kako je Srpska pravoslavna Crkva odlučila započeti pregovore s Hrvatskom biskupskom konferencijom povodom "kontroverznog nadbiskupa Stepinca"; navodno izvori iz SPC izjavljuju medijima da je to pitanje nametnula (srbijanska) državna politika, ali barem jedan velikodostojnik SPC o Alojziju Stepincu govori: "Mi ga smatramo ustaškim zločincem jer je bio inicijator prekrštavanja pravoslavnih Srba i njih 244.000 do kraja 1943. preveo u katoličanstvo. Hrvati smatraju to dobročinstvom jer ih je spasio sigurne smrti od fašista".
Srpski dužnosnici su Blaženog Alojzija Stepinca nakon njegove beatifikacije nazvali "ustaškim vikarom", a Aleksandar Vučić je u svojstvu predsjednika Vlade Republike Srbije izjavio 2016. god. da je Stepinac "bio jedan od ključnih ideologa najgore nacističke vlasti".

## Djela
Propovijedi, govori i poruke Alojzija Stepinca objavljivani su u onovremenom katoličkom tisku. Postumno su sabrani i u više knjiga objavljeni njegovi spisi.
- Zavjet Hrvatskog sabora : Jeruzalemska kapelica Groba Isusa u Ludbregu (1940.)[171]
- Katehetske propovijedi (1956., 2015.)[172][173]
- Stepinac govori : život i rad, te zbirka govora, propovijedi, pisama i okružnica velikog hrvatskog rodoljuba i mučenika dra Alojzija Stepinca (1967.)[174]
- Mladi Stepinac : pisma zaručnici (1975.)[175]
- Najljepše Mariji: misli blagopokojnog kardinala-nadbiskupa Alojzija Stepinca o štovanju Majke Božje (1990.)[176]
- Propovijedi, govori, poruke : (1941. – 1946.) (1996.)[177]
- Pisma iz sužanjstva : (1951. – 1960.) (1998.)[178]
- Propovijedi, govori, poruke : (1934. – 1940.) (2000.)[179]
- Propovijedi o lurdskim ukazanjima (2007.)[180]
- Sveti Josip : propovijedi prema Litanijama sv. Josipa 2009.)[181]
- Propovijedi o Presvetom Srcu Isusovu (2009.)[182]
- Veliča duša moja Gospodina : propovijedi na Magnificat (Lk 1, 46-55) (2012.)[183]
- Propovijedi, govori, poruke : (1941. – 1946.) (2012.)[184]
- Propovijedi o deset zapovijedi Božjih (2013.)[185]
- Čovjek čiste savjesti : razmišljanja i molitve s blaženim Alojzijem Stepincem (2016.)[186]
- Posljednje propovijedi iz sužanjstva : od Božića 1959. do Svijećnice 1960. (2019.)[187]
- Dnevnički zapisi Alojzija Stepinca: 1934. – 1945.: iz arhiva UDBA-e (2020.)[188]

## Štovanje i spomen

### Sluga Božji Alojzije Stepinac
Dana 14. studenoga 1969. godine nadbiskup Franjo Kuharić od Kongregacije za kauze svetaca zatražio je mišljenje o prikladnosti trenutka za početak postupka za proglašenje svetim kardinala Stepinca. Nakon toga kardinal Franjo Šeper i nadbiskup Franjo Kuharić 17. veljače 1979. godine papi Ivanu Pavlu II. upućuju molbu za proglašenje blaženim kardinala Alojzija Stepinca. Postupak je započeo 4. prosinca 1980. u Rimu, ali zbog povijesno-političkih okolnosti odvijao se u tajnosti. Postulatori tijekom trajanja kauze bili su Antonio Cairoli i Juraj Batelja. U postupku su sudjelovali i franjevci Aleksa Benigar
i Smiljan Dragan Kožul.
Tijekom postupka prikupljena su svjedočanstva svjedoka te dokumenti, bibliografija i drugi tiskani materijali iz više od stotinu arhiva. Kardinal Franjo Kuharić imenovao je povijesnu i teološku komisiju koje su proučile sve spise sluge Božjega te svu dokumentaciju o njemu i dale svoj sud o pravovjerju i ćudoređu u spisima kardinala Stepinca. Na zahtjev stručnjaka povjesničara izvršena je i ekshumacija i analiza zemnih ostataka kardinala, zbog sumnje da je u zatvoru u Lepoglavi bio otrovan. Sud stručnjaka proslijeđen je Kongregaciji za kauze svetaca.
Pošto su utvrđeni elementi mučeništva imenovan je dodatni sud o mučeništvu kardinala. Nakon provedenog postupka zaključeno je kako je, osim što predstavlja sjajan primjer kršćanskih i biskupskih vrlina, i istinski mučenik katoličke vjere. Dana 3. srpnja 1998. u Konzistorijalnoj dvorani Apostolske palače u Vatikanu pročitan je Dekret o mučeništvu Sluge Božjega Alojzija Stepinca i najavljeno njegovo proglašenje blaženikom i mučenikom u Mariji Bistrici.

### Blaženi Alojzije Stepinac
Papa Ivan Pavao II.
proglasio je Stepinca blaženim u Mariji Bistrici, 3. listopada 1998. godine, pred mnoštvom od oko 500 000 vjernika. Njegov spomendan, Stepinčevo, slavi se 10. veljače.
Na proslavi Stepinčeva u Rimu 2014. godine u rimskoj hrvatskoj crkvi sv. Jeronima prefekt vatikanske kurijalne Kongregacije za kauze svetih, kardinal Angelo Amato, obznanio je da je nadležna liječnička komisija utvrdila slučaj čudesnoga ozdravljenja po zagovoru bl. Stepinca, te da je o tome obavijestio papu Franju. Time je kongregacija završila postupak i predstoji papino donošenje službene odluke o Stepinčevu uvrštenju u kalendar svetaca i odredbu nadnevka kanonizacije. 
Stepinčevo je katolički spomendan koji se slavi 10. veljače, na dan smrti blaženog Alojzija Stepinca. Ovaj spomendan posebno se obilježava u Zagrebačkoj nadbiskupiji, te u drugim dijelovima Hrvatske i među Hrvatima izvan Hrvatske kao znak sjećanja na blaženog kardinala.
Privremeni prostor za euharistijska slavlja, sakramente i pobožnosti tijekom obnove zagrebačke katedrale oštećene u zagrebačkome i petrinjskomu potresu 2020. nazvan je po njemu, Bogoslužni prostor bl. Alojzija Stepinca.

### Titular i patron
Nakon proglašenja Alojzija Stepinca blaženim nekoliko novoosnovanih hrvatskih župa ima ga za titulara. To su župe blaženog Alojzija Stepinca u zagrebačkoj Trnjanskoj Savici, Dugoj Resi, Koprivnici, Milanovcu, Rakitju, Novskoj, Slavonskom Brodu, Velikoj Gorici i Vinkovcima.
U župnoj crkvi Presvetog Srca Isusovog u Porto-Novu, Benin, gdje je dugo župnikom bio vlč. Franjo Jačmenica, ugrađene su relikvije bl. Alojzija Stepinca u oltar prilikom posvete crkve. Reprezentativna crkva je uređena i gotovo u cijelosti izgrađena za župnikovanja vlč. Franje.
Hrvatsko kanonističko društvo odabralo je blaženog Alojzija Stepinca za svog zaštitnika.

### Spomen-dom i muzej blaženog Alojzija Stepinca
U krašićkom župnom dvoru u kojem je Alojzije Stepinac boravio i radio posljednjih godina života i u kojem je preminuo uređena je spomen-soba sa zbirkom posvećena uspomeni na njega. U početku su javnosti bile dostupne dvije prostorije u kojima je blaženi Alojzije kardinal Stepinac, nadbiskup zagrebački, provodio zatočeničke godine kućnog pritvora, a nakon obnove cijeli kompleks je pretvoren u Spomen-dom. Zbirka sadrži namještaj i predmete kojima se kardinal koristio, fotografije, portret sa suđenja, njegove osobne predmete, oltar za svetu misu, misno ruho i posuđe, kardinalovu posmrtnu masku i druge predmete.
Zagrebačka nadbiskupija 1995. godine otvorila je za javnost spomen-zbirku Sluge Božjega Alojzija Stepinca koja je bila je smještena u prizemlju nadbiskupskog dvora, u dvorištu iza katedrale. Dvanaest godina kasnije građa zbirke premještena je u novouređeni muzejski prostor u dijelu nadbiskupske palače poznatijem kao kula Nebojan. U muzeju se čuvaju dokumenti i predmeti kojima se za života služio kardinal Stepinac te fotografije vezane za njegov život i djelovanje.

### Spomenici, toponimi, ustanove i organizacije nazvane po Stepincu

#### Spomenici
Alojziju Stepincu u čast podignuto je niz spomenika i spomen-ploča. U Hrvatskoj se spomenici, kipovi, poprsja i reljefi posvećeni Stepincu nalaze u Baškoj Vodi, Benkovcu, Čakovcu, Fažani, Krašiću, Mariji Bistrici, Rozgi nedaleko Zagreba, Novalji, Osijeku, Velikom Trgovišću i Zagrebu (Utrina i Vrapče). Izvan Hrvatske Stepinčev spomenik nalazi se ispred katedrale sv. Patrika u Melbourneu, Australija.
- Spomen-ploča na zidu Franjevačkog samostana u Čakovcu podignuta prigodom osamdesete obljetnice euharistijskog kongresa.
- Poprsje kardinala Stepinca ispred katedrale sv. Patrika u Melbourneu, Australija
- Slika s likom blaženoga Alojzija Stepinca u Zagrebačkoj katedrali.
- Kardinalov kip u Baškoj Vodi
- Bista u Rozgi kraj Zagreba, rad Ante Jurkića
- Poprsje u Odri kraj Zagreba
- Spomenik Alojziju Stepincu u Novom Zagrebu, rad Tomislava Ostoje
- Poprsje kardinala Stepinca u Gospiću
- Spomenik kardinalu Stepincu u Kupinečkom Kraljevecu
- Spomenik u Baškoj Vodi
- Spomenik u Mariji Bistrici
- Stepinčev spomenik u Lepoglavi
- Spomenik Alojziju Stepincu u Canberri, Australija
- Spomenik Stepincu ispred crkve u rodnom mjestu Krašiću
- Spomenik Stepincu u mjestu Pakoštane, kraj Zadra
- Poprsje u Lasinji, pokraj župne crkve

#### GlasnikBlaženi Alojzije Stepinac
Glasnik je kao četvrtgodišnjak počeo izlaziti 1994. godine pod nazivom Glasnik Sluge Božjega Alojzija Stepinca. Iste godine naziv se mijenja u Sluga Božji Alojzije Stepinac Nakon beatifikacije 1998. godine časopis mijenja naziv u Blaženi Alojzije Stepinac i izlazi tromjesečno. Urednik časopisa od početka izlaženja je Juraj Batelja. Glasnik donosi vijesti vezane za postupak kanonizacije, priloge vezane uz život i djelovanje nadbiskupa Alojzija Stepinca, kao i svjedočanstva o uslišanjima molitava upućenih blaženiku.

### U umjetnosti

#### Književnost
- Kardinalovo srce, roman Nevenke Nekić

#### Kazalište
- Gospodine, u Tebi je moja nada, kazališni komad o suđenju Stepincu kojeg je napisao i režirao Ante Vican[202]

#### Glazba
U bogoslužju Stepinčeva najčešće se pjevaju popjevke Blaženi naš kardinale i Pastiru dobri Alojzije. Kao psalam se često pjeva Ps 31, iz kojega je Stepinac uzeo i svoje geslo (In Te Domine speravi – U Tebe se, Gospodine, uzdam), a koji su uglazbili Anđelko Klobučar i Šime Marović. Tihomir Prša posvetio je Stepincu gregorijansku Aleluju.
Šime Marović skladao je oratorij Slobodan u istini – Blaženi Alojzije Stepinac, praizveden 2018.
Neke skladbe nastale su uoči ili potaknute beatifikacijom i papinskim pohodom Ivana Pavla II. Mariji Bistrici 1998.
Autor s najviše skladbi posvećenih Stepincu je Davor Terzić, s kojima je nastupao na različitim festivalima (Stepinčeve note, Bono fest, Sudamja fest).
Stepincu je posvećen festival Stepinčeve note u Koprivnici.

#### Filmovi
- Neukrotivi kardinal (2014.), dokumentarni film
- Alojzije Viktor Stepinac (2019.), dokumentarno-igrani film
- Stepinac: kardinal i njegova savjest (2020.), dokumentarni film
- Utjelovljena laž (Mendacium incarnatum, 2021.), kratkometražni dokumentarni film[204]
- Razgovor (2022.), igrani film

## Zanimljivosti
- Stepincu je, kao prvom katoličkom blaženiku koji se popeo na Triglav (1936. godine, dok je bio zagrebački nadbiskup-koadjutor), u crkvici na Kredarici, 300 metara ispod vrha, 5. kolovoza 2006. godine postavljena spomen-ploča.[205]
- Stepinčevoga su brata 1943. ubili nacisti „zbog veza s partizanima”.[206]
- Dvaput je (1970. i 1994.) bila pokrenuta inicijativa da za svoje zasluge u spašavanju Židova Stepinac dobije izraelsko priznanje Pravednik među narodima, ali je oba puta odbijeno. (Vidi članak Stepinac i Židovi)
- U Europskom parlamentu 21. ožujka 2023. održana je konferencija naslova „Blaženi Alojzije Stepinac – svjedočanstvo vjere, ustrajnosti i nade”.[207]

### Knjige
- Goldstein, Ivo. 2018. Jasenovac. Fraktura. Zagreb. ISBN 978-953-266-987-9
- Kramar, Slavko. 2015. Slovenski izgnanci v Neodvisni Državi Hrvaški (PDF). Svet slovenske narodne manjšine Mesta Zagreb. Zagreb.
- West, Richard. 1995. Tito and the Rise and Fall of Yugoslavia. Carroll & Graf. New York. ISBN 978-0-7867-0332-6
- Krišto, Jure. 1998b. Katolička crkva i Nezavisna Država Hrvatska. Dokumenti. Hrvatski institut za povijest: Dom i svijet. Zagreb.
- Matković, Hrvoje. 2002. Povijest Nezavisne Države Hrvatske. Naklada P.I.P. Pavičić. Zagreb.
- Ciliga, Ante title=Jasenovac: ljudi pred licem smrti. 2011. Naklada PavičIić. ISBN 978-953-6308-90-3 Nedostaje uspravna crta: |first= (pomoć); Parametar |title= nedostaje ili je prazan (pomoć)
- Stepinac, Alojzije. 1996.  Batelja, Juraj (ur.). Propovijedi, govori, poruke: (1941. - 1946.). Postulatura blaženoga Alojzija Stepinca. Zagreb.
- Stepinac, Alojzije. 2009a.  Batelja, Juraj (ur.). Sveti Josip: propovijedi prema Litanijama sv. Josipa. Postulatura blaženoga Alojzija Stepinca. Zagreb.
- Stepinac, Alojzije. 2009b.  Batelja, Juraj (ur.). Propovijedi o Presvetom Srcu Isusovu. Postulatura blaženoga Alojzija Stepinca. Zagreb.
- Stepinac, Alojzije. 2012a. Veliča duša moja Gospodina: propovijedi na Magnificat (Lk 1, 46-55). Postulatura blaženoga Alojzija Stepinca. Zagreb.
- Stepinac, Alojzije. 2012b. Propovijedi, govori, poruke: (1941. - 1946.). Postulatura blaženoga Alojzija Stepinca. Zagreb.
- Stepinac, Alojzije. 2007.  Batelja, Juraj (ur.). Propovijedi o lurdskim ukazanjima. Postulatura blaženoga Alojzija Stepinca. Zagreb.
- Stepinac, Alojzije. 2019.  Batelja, Juraj (ur.). Posljednje propovijedi iz sužanjstva: od Božića 1959. do Svijećnice 1960. Postulatura blaženoga Alojzija Stepinca. Zagreb.
- Stepinac, Alojzije. 2013. Propovijedi o deset zapovijedi Božjih. Postulatura blaženoga Alojzija Stepinca. Zagreb.
- Stepinac, Alojzije. 1956.  Borić, Nikola (ur.). Katehetske propovijedi. Nadbiskupski duhovni stol u Zagrebu. Zagreb.
- Stepinac, Alojzije. 2015.  Batelja, Juraj (ur.). Katehetske propovijedi. Postulatura blaženoga Alojzija Stepinca. Zagreb.
- Stepinac, Alojzije. 2000.  Batelja, Juraj (ur.). Propovijedi, govori, poruke : (1934. - 1940.). Postulatura blaženoga Alojzija Stepinca. Zagreb.
- Batelja, Juraj, ur. 1990. Najljepše Mariji: misli blagopokojnog kardinala-nadbiskupa Alojzija Stepinca o štovanju Majke Božje. Nadbiskupski duhovni stol. Zagreb.
- Batelja, Juraj, ur. 2016. Čovjek čiste savjesti : razmišljanja i molitve s blaženim Alojzijem Stepincem. Postulatura blaženoga Alojzija Stepinca. Zagreb.
- Beluhan Kostelić, Eugen, ur. 1967. Stepinac govori: život i rad, te zbirka govora, propovijedi, pisama i okružnica velikog hrvatskog rodoljuba i mučenika dra Alojzija Stepinca. Hrvatska tiskara. Valencia.
- Karaula, Željko, ur. 2020. Dnevnički zapisi Alojzija Stepinca: 1934. - 1945.: iz arhiva UDBA-e. Despot Infinitus. Zagreb.
- Ćuk, Ivon. 1975. Mladi Stepinac: pisma zaručnici. ZIRAL. Rim.

### Članci
- Biondich, Mark. 2007. Controversies Surrounding the Catholic Church in Wartime Croatia, 1941–45. The Independent State of Croatia 1941–45. Routledge. str. 31–59. ISBN 9780415440554
- Karakaš Obradov, Marica. 2012. Migracije Slovencev na hrvaško območje v drugi svetovni vojni (izseljevanje in izgnanstvo) (PDF). Prispevki za novejšo zgodovino (slovenski). 52. Inštitut za novejšo zgodovino. Ljubljana. str. 139–175
- Zurek, Piotr. 2018. Poljska obavještajna mreža u Nezavisnoj Državi Hrvatskoj.   Czerwinski, Maciej; Agičić, Damir (ur.). Poljsko-hrvatske veze kroz stoljeća Hrvatskoj. Srednja Europa. Zagreb. str. 131–152
- Andreić, Dominik. 2019. Okolnosti suđenja zagrebačkom nadbiskupu Alojziju Stepincu, analiza sudskoga spisa i pravne održivosti presude. Časopis za kulturu, društvo i politiku Obnova. Udruga Obnova. Zagreb. 12 (1): 91–112
- Lučić, Ivica. 2008. Komunistički progoni Katoličke crkve u Bosni i Hercegovini 1945.-1990. National security and the future. Udruga svetog Jurja. Zagreb. 9 (3): 41–72
- Perić, Ratko. 2017. Stepinčevi interventi kod Pavelića. Hercegovina: Časopis za kulturno i povijesno nasljeđe. Sveučilište u Mostaru, Filozofski fakultet. Mostar.  (3): 179–211
- Vukić, Igor; Kuzman, Ilija. 2021. Neke spoznaje o zbrinjavanju i zdravstvenoj skrbi djece s Kozare u prihvatilištima 1942. godine. Pilar: časopis za društvene i humanističke studije. Institut društvenih znanosti Ivo Pilar. Zagreb. 16 (31(1)): 67–102
- Lasić, Maja. 2019. Hrvatska drama na sceni Hrvatskoga narodnog kazališta u Mostaru od 1992. do 2010. Dani Hvarskoga kazališta: Građa i rasprave o hrvatskoj književnosti i kazalištu. Hrvatska akademija znanosti i umjetnosti i Književni krug Split. Zagreb. 45 (1): 350–368
- Gitman, Esther. 2006. A question of judgement: dr. Alojzije Stepinac and the Jews. Review of Croatian history. Hrvatski institut za povijest. Zagreb. 2 (1): 47–72
- Škvorčević, Antun. 1997. Lik nadbiskupa Stepinca prema njegovim propovijedima i govorima. Croatica Christiana periodica. Katolički bogoslovni fakultet u Zagrebu. Zagreb. 21 (50): 141–160
- Tomić, Celestin. 1996. Nadbiskup Alojzije kardinal Stepinac i totalitarni režimi. Obnovljeni Život: časopis za filozofiju i religijske znanosti. Filozofsko teološki institut Družbe Isusove. Zagreb. 53 (1): 149–165
- Tomić, Celestin. 1998. Proročki duh Alojzije Stepinca. Obnovljeni Život: časopis za filozofiju i religijske znanosti. Filozofsko teološki institut Družbe Isusove. Zagreb. 51 (1–2): 59–75
- Krišto, Jure. 2020. Rješenje enigme navodnoga pisma nadbiskupa Stepinca papi od 18. svibnja 1943. Obnovljeni Život: časopis za filozofiju i religijske znanosti. Filozofsko teološki institut Družbe Isusove. Zagreb. 75 (1): 25–37
- Kolanović, Josip. 1996. Gradivo: Nadbiskup Alojzije Stepinac u izvješćima Njemačkog poslanstva u Zagrebu. Fontes: izvori za hrvatsku povijest. Hrvatski državni arhiv. Zagreb. 2 (1): 313–342
- Štambuk-Škalić, Marina. 1996. Gradivo: Dokumenti obrane u sudskom procesu protiv nadbiskupa Alojzija Stepinca III dio. Fontes: izvori za hrvatsku povijest. Hrvatski državni arhiv. Zagreb. 2 (1): 221–312
- Štambuk-Škalić, Marina. 1997. Arhivska građa o nadbiskupu Stepincu i sudskom procesu u fondovima Hrvatskog državnog arhiva. Croatica Christiana periodica. Katolički bogoslovni fakultet u Zagrebu. Zagreb. 21 (40): 65–75
- Matijević, Margareta. 1997. Stepinčev »dossier« Svetoj Stolici (31. 05. 1943.). Croatica Christiana periodica. Katolički bogoslovni fakultet u Zagrebu. Zagreb. 21 (40): 107–139
- Dizdar, Zdravko. 2007. Bjelovarski ustanak od 7. do 10. travnja 1941. Časopis za suvremenu povijest. Hrvatski institut za povijest. Zagreb. 39 (3): 581–609
- Vukšić, Tomo. 2006. Mostarski biskup Alojzije Mišić (1912.-1942.) za vrijeme Drugog svjetskog rata (II.). Crkva u svijetu. 41 (3): 326–342
- Pelicarić, Neven. 2021. Kanonskopravni i povijesni aspekti kreacije nadbiskupa zagrebačkog bl. Alojzija Stepinca kardinalom Svete rimske Crkve. Otkriće njegove naslovne crkve u Rimu. Zbornik Pravnog fakulteta u Zagrebu. Pravni fakultet Sveučilišta u Zagrebu. 71 (5): 587–618
- Gotal, Mihovil. 2010. Crveno vs. crno - Utjecaj politike na život stanovnika lovinačkog kraja kroz prizmu kolektivnog sjećanja. Senjski zbornik : prilozi za geografiju, etnologiju, gospodarstvo, povijest i kulturu. Gradski muzej Senj i Senjsko muzejsko društvo. Senj. 37 (1): 189–226
- Jonjić, Tomislav. 2011. Pitanje državnosti Nezavisne Države Hrvatske. Časopis za suvremenu povijest. Hrvatski institut za povijest. Zagreb. 43 (3): 667–698
- Životić, Aleksandar. 2019. Sovjetska diplomacija o nastanku Nezavisne Države Hrvatske. Časopis za suvremenu povijest. Hrvatski institut za povijest. Zagreb. 51 (2): 465–479
- Šanjek, Franjo. 1997. Dr. Alojzije Stepinac i nezavisna država hrvatska u svjetlu nadbiskupova dossiera svetoj stolici (1943.). Croatica Christiana periodica. Katolički bogoslovni fakultet u Zagrebu. Zagreb. 21 (40): 97–105

### Mrežna sjedišta
- Hrvatski sabor. Deklaracija o osudi političkog procesa i presude kardinalu dr. Alojziju Stepincu. Narodne novine, 9/1992
- os-astepinca-zg.skole.hr. Osnovna škola Alojzija Stepinca, Zagreb. Inačica izvorne stranice arhivirana 10. veljače 2018. Pristupljeno 19. rujna 2023.
- os-alojzije-stepinac-krasic.skole.hr. Osnovna škola "Kardinal Alojzije Stepinac", Krašić. Pristupljeno 19. rujna 2023.
- eng.stjeromecroatian.org. Cardinal Stepinac Croatian School. Pristupljeno 19. rujna 2023.
- stepinac.org. History. Pristupljeno 19. rujna 2023.
- matis.hr. Majčina kuhinja iz daleke Australije. Pristupljeno 19. rujna 2023.
- Fra Josip Peranić - zadarski franjevac koji 40 godina neumorno služi Hrvatima u Argentini. Informativna katolička agencija. Pristupljeno 19. rujna 2023.
- Premijerno prikazan dokumentarni film „Mendacium Incarnatum“ o kardinalu Stepincu. Informativna katolička agencija. Pristupljeno 19. rujna 2023.
- Zagreb: Otvoren Muzej bl. Alojzija Stepinca. Informativna katolička agencija. Pristupljeno 19. rujna 2023.
- Nakon svećeničkog ređenja u Africi vlč. Odilon imenovan misionarom u Hrvatskoj. biskupija-varazdinska.hr. Pristupljeno 19. rujna 2023.
- Konferencija o bl. Alojziju Stepincu u Europskome parlamentu u Bruxellesu. vaticannews.va. Pristupljeno 19. rujna 2023.
- Prije 75 godina: Presuda na suđenju kardinalu Stepincu. vaticannews.va. Pristupljeno 19. rujna 2023.
- Stepinac is dead at the age of 61. The New York Times. Pristupljeno 19. rujna 2023.
- hrvatsko-kanonisticko-drustvo.hr. Statut Hrvatskoga kanonističkog društva. Pristupljeno 19. rujna 2023.

## Poveznice
- Dodatak:Popis mjesta imenovanih po Alojziju Stepincu
- Katolička crkva u NDH
- Katoličanstvo u Hrvata
- Stepinac i Židovi
- József Mindszenty
- Óscar Romero

## Vanjske poveznice
Ostali projekti
|  | Zajednički poslužitelj ima stranicu o temi Alojzije Stepinac    |
|  | Zajednički poslužitelj ima još gradiva o temi Alojzije Stepinac |
|  | Wikizvor ima izvorni tekst Oporuka kardinala Stepinca           |
|  | Wikicitati imaju zbirke citata o temi Alojzije Stepinac         |

Mrežna mjesta
- Blaženi Alojzije Stepinac, službeno mrežno mjesto
- Glasnik blaženog Alojzija Stepinca, časopis Postulature za proglašenje svetim blaženoga Alojzija Stepinca
- Bibliografija o bl. Alojziju Stepincu
- Nadbiskup Alojzije Stepinac u izvješćima Njemačkog poslanstva u Zagrebu, Josip Kolanović
- Uznički dani bl. kardinala Alojzija Stepinca Glas Koncila br. 6. – 10. 2008. g. str.25
- Croative.net  Arhivirana inačica izvorne stranice od 27. listopada 2017. (Wayback Machine) (VIDEO) Uz blagdan Stepinčeva: Kardinalov govor na sudu
- Alojzije Sterpinac: Pisma zaručnici  Arhivirana inačica izvorne stranice od 4. lipnja 2016. (Wayback Machine)
- [neaktivna poveznica], Hrvatsko katoličko sveučilište, 2019.
- Petar Macut, prezentacija knjige "Stepinac, njegov život i vrijeme", Robin Harris, Školska knjiga, Zagreb, 2016., 418 stranica (u Divine Service : Liturgical periodical, Vol. 57 No. 1, 2017.)

| Titule u Katoličkoj Crkvi | Titule u Katoličkoj Crkvi        | Titule u Katoličkoj Crkvi |
| ------------------------- | -------------------------------- | ------------------------- |
| prethodnik Antun Bauer    | zagrebački nadbiskup 1937.–1960. | nasljednik Franjo Šeper   |